# 森川智之
森川 智之（もりかわ としゆき、1967年1月26日 - ）は、日本の男性声優、歌手、タレント。東京都生まれ、神奈川県出身。アクセルワン代表取締役。グループ満天の星の主宰。

## 経歴
1967年、東京都品川区東大井の東芝中央病院（現：東京品川病院）に生まれ、神奈川県川崎市と横浜市で育った。小学4年生まで高津区の久末団地に住んでおり、久末小学校に通っていたが、5年生の時に母の実家のある横浜の神奈川区に引っ越す。川崎に住んでいた時は、元プロ野球選手のパンチ佐藤が裏の号棟に住んでいたという。横浜での小学生時代には、同じ町内の内海賢二に商店街で握手をしてもらい、声優になってからは、スタジオで出会うと「おお!!地元のスター!!」と冷やかされたという。
幼少時は逆立ちも出来ないほど虚弱な身体だったが、小学生の高学年頃から体を鍛える事に目覚め、放課後はずっと鉄棒にぶら下がっているような少年になった。中学時代はテニス部に所属しており、それと並行しながら自分で貯蓄した小遣いで、トレーニングジムに通い始めた。日本体育大学荏原高等学校時代は、アメリカンフットボール部に所属していた。体育教師になることが目標で大学はスポーツ推薦入学を目指していたが、夏の合宿の練習中に首を骨折し、頸椎損傷の大怪我を負う。結局、首の痛みによりアメリカンフットボールを断念。何か別の形でスポーツに携われないかと考えていた。友人に「おしゃべりで声が大きいから」と声を使う仕事を勧められていたこともあり、スポーツの実況アナウンサーを志した。アナウンスの学校を探してパンフレットを手に入れたところ、アナウンス科より声優科のほうが扱いが大きく楽しそうだったため、声優に転向。ただし、授業料が高かったため、その学校ではなく、勝田声優学院に入った。
勝田声優学院では、高木渉、大西健晴、三石琴乃、横山智佐、菅原祥子、根谷美智子らと同期生（5期）。しかし、稽古があまりにも厳しく、帰り道はみんなで泣きながら帰ったという。同学院では生徒として受講する一方で、入所直後から発声（腹式呼吸と滑舌）の講師を任された。本業が多忙になって継続不能になるまでの約5年間講師を続けた。教え子に関智一、小西克幸、平川大輔などがいる。その後も特別講座のゲスト講師や、ゼミ講師などとして、自分の会社を持った後も関わり続けた。
自宅の近所には野沢雅子が住んでおり、勝田声優学院で野沢が講師をしていた時代からお世話になっているという。野沢の授業は課題として与えられた台詞に合った演技をして合格をもらう「即応力」を鍛える内容で、当時森川はその課題を毎回一発で合格する優等生だったが、最後の授業での総評で「森川はこのクラスの中で、いちばん成長しなかった」と雷を落とされる。森川はその時初めて「現状に甘んじて成長しようとしていない自分」に気づき、それ以来どんな仕事でも成長を意識しているという。「自分の将来を真剣に考えて叱ってくれた気持ちが伝わってきてとてもうれしかった」といい、「あのとき怒ってもらえなかったら今の僕はいないですね」と語っている。
声優デビューは1987年で、外国人向け日本語教材のナレーションだった。アニメ作品での最初に名前のある役は、『ダッシュ!四駆郎』の加藤隼。吹き替えでのデビュー作は『キャノンボール3 新しき挑戦者たち』で、最初の主演は、『パイレーツ この恋、火気厳禁!』（1991年、発売は1992年。ケヴィン・ベーコン）もしくは『ダンシング・ヒーロー』（1992年、発売は1993年）。
2011年4月1日、デビューから長年所属していたアーツビジョンを退所し、アクセルワンを設立。
声優アワードでは、2015年の第9回で助演男優賞、2019年の第13回、2023年の第17回で外国映画・ドラマ賞を受賞した。
2017年1月9日、テレビ朝日にて放映された『人気声優200人が本気で選んだ!声優総選挙!3時間SP』で第12位に選ばれた。

## 特色
声質は「低く響く硬質な声」と評される。正統派の二枚目役から三枚目役、親父キャラクター役まで演じる。
キャリア初期からナレーションや映画の日本語吹き替えをしており、人気ハリウッド俳優を多く担当している。洋画の吹き替えではトム・クルーズを専属（フィックス）で担当している。彼を吹き替えるようになった最初のきっかけは、トムの出演作である『アイズ ワイド シャット』のDVD収録用の吹き替え声優を決めるオーディションで合格したことである。同作のスタンリー・キューブリック監督の右腕的立場のスタッフから、単なるトム・クルーズの台詞の吹き替えでなく、「自分がその役を演じるように自然に演技してほしい」と求められ、映像中のトムと同じ動きをしながら、原音を聞きながら台詞を話し、画面を見る邪魔になる台本を見ないで済むように台詞を暗記して収録に臨んだ。それまで仕事には困らないものの演技に自信が持てず常に不安感を抱いていたが、この作品の吹き替えを機に、発声していない時の呼吸も演技の一部であることなどに開眼し、転機となった。
トム・クルーズの吹き替えに関して、前任者にあたる鈴置洋孝とは『宇宙の騎士テッカマンブレード』（森川のアニメ初主演作である）の頃から交流があり、様々なことを教えてもらっていたといい、こうして同じ俳優を吹き替えられることが光栄であると話している。
その後は彼の出演作のテレビ放送版の吹き替えを主に行っていたが、2003年公開の『ラストサムライ』でトム本人に公認されたことで、以降は指名を受けて彼の吹き替えを専属で担当するようになった。『アイズ ワイド シャット』の日本語吹き替えを実際に聞いたトム本人から「（森川の吹き替えは）世界で一番美しい」と絶賛され、海外のプロデューサーからも「日本語が一番良かった」と評価されたことでトムが劇中で着用したマスクをプレゼントされたという逸話を持っている。また2023年1月25日にテレビ東京の「メガヒット！シネマSP」枠でクルーズの出世作である『トップガン』が再放送された際にはTwitterで同作のタイトルが世界トレンド1位を記録したと同時に森川の名もトレンド入りを果たした。同作については声優の仕事を志した時期に鑑賞した作品であることから、マーヴェリック役を担当できた際は夢が叶うようで感慨深かったと語っている。
トムと並んで専属で担当している俳優にユアン・マクレガーがあり、彼を吹き替えるようになったきっかけは日本で録音した音声がハリウッドに送られる形式の海外オーディションであり、それらの音声データの波形を見ながらユアンに似ている声かどうかを分析したところ、森川が抜擢されたという。森川自身、特に好きな俳優にユアンの名を挙げており、「彼（ユアン）の声を演じるのは楽というか、サッとできる」とありのままの声で演じられる俳優であるとも語っている。また、自身の声質についてもユアンの声質と似ていると感じていることから、作風や役柄に問わず、他の俳優と比べて吹き替えがやりやすいと述べている。ユアンの吹き替えを通して、自身はイギリスの俳優と相性が良いことにも気づいたという。長らく森川とユアンの間に面識はなかったものの、2022年6月16日に都内で実施された「最終話直前『オビ＝ワン・ケノービ』ユアン×ヘイデン×監督に直撃LA－東京中継イベント」において米ロサンゼルスから中継ゲストとして登場したユアンとの画面越しの対面が実現。森川が「僕は長年、いろんな作品でユアンの日本語吹き替えをやってきた。画面越しではあるものの今回初めて会えて、とても嬉しい。ナイストゥーミーチュー」と喜びをあらわにするとユアンも「僕もお会いできて大変光栄。長年自分の声をあてて頂いているということですごいと思いました。いつの日か、実際にお会いしてお話できれば」と答え、それを聞いて森川は「ありがとうユアン、絶対会おうね」と念押しするとユアンは「オーケー、ディナーに行きましょう」と約束し、互いに交流を深めた。中継後、お墨付きを貰った森川は「夢心地です、感動しました」と述べた。
また、上記二名に次いで担当している俳優にキアヌ・リーブスとジュード・ロウ、マーティン・フリーマン、アダム・サンドラーがいる。キアヌとは、『ジョン・ウィック』が日本で公開された2015年に来日した際に対面を果たし、「これからも森川さんお願いします」と直々に吹き替えを託され、握手を交わしたことをブログで明かしている。ジュードとも、2018年に『ファンタスティック・ビーストと黒い魔法使いの誕生』のPRで対面している。
その他にも、オーウェン・ウィルソンやクリス・オドネル、ブレンダン・フレイザー、マーク・ウォールバーグ、ジョシュ・ハートネット、コリン・ファレル、ブラッド・ピット、ピーター・ディンクレイジ、ホアキン・フェニックスら数多くの俳優を担当している。過去にはヒース・レジャーやポール・ウォーカーなどの吹き替えも多く担当していた。堀内賢雄、宮本充、平田広明と並んでトム・クルーズとジョニー・デップ、ブラッド・ピットとキアヌ・リーブス両者の吹き替えを経験している数少ない人物である。
ドラマCDがカセットテープだった時代からボーイズラブ（BL）作品に多く出演しており、自他ともに認める「BL界の帝王」として広く知られている。BL作品を拒んだり名前を隠して出演する声優がいる頃に、森川は「声優が活躍できる場が増えたのはいいことだ」と積極的に出演し続けた。その結果BL作品への出演数は「日本で一番だと思う」と述べている。

## 人物・エピソード
大人になったら何になりたかったかと言うと、一番古い記憶ではバス、電車の乗り物の運転手だった。また母が開いていた絵画教室に通っていたため、「絵描きになりたい」と言っていた時期もあった。
中学時代には一時期プロレスラーに憧れ、元プロレスラーの金子武雄が横浜駅東口で開いていたスカイ・ボディビル・ジム（横浜スカイジム）に通い、ミスター珍からトレーニングウェア一式をもらったことがある。
2002年位までタバコを吸っていたが、後に禁煙に成功している。止めてから「肌も健康になりましたよ」とのこと。
愛犬の名前は森川・ウィリアム・アクセル。犬種はラブラドール・レトリバーで、誕生日は2001年1月11日。立ち上がると森川の肩に届くほど大きい。犬を飼いだしてから、他人に対して面倒見が良くなり、人間の子供にも優しくなったと言う。2009年10月25日に8歳で永眠。
2006年秋から半年くらいの間に約10kg減量し、その後も肉体改造を続けている。小学生の頃少年野球チームに所属しており、横浜育ちなこともあって、野球では根強い横浜DeNAベイスターズのファン。また観戦していた時に突然中畑清監督（当時）に頼まれてスターティングメンバー発表をさせられたことがある。また、2022年より、同じベイスターズファンである速水奨とニコニコ動画において『森川智之＆速水奨の横浜DeNAベイスターズ応援チャンネル 〜モリモリSHOWTIME〜』というベイスターズ愛を語ったり、ベイスターズ戦の実況をするチャンネルを開設している。
『戦国BASARA』で片倉小十郎役を担当した縁で、片倉の領地であった宮城県白石市を第二のふるさととして大切にしている。東日本大震災の折りには白石市を通じて個人で100万円を被災者へ寄付した他、同市で毎年行われる「鬼小十郎祭り」に手弁当で参加し、祭りを盛り上げることによって復興への協力をしている。震災が発生した2011年の「第4回鬼小十郎まつり」では、メインイベントである演武で使う「奥州片倉組演武口上」を自らの声で収録したゴールドディスクを贈り、また自らのファンクラブが主催するイベント「おまえらのためだろ!」で募った義援金を白石城修復のために託した。その後も「おまえらのためだろ!」では義援金を募っており、毎年のまつりで宮城県と白石市へ贈っている。「おまえらのためだろ!」の会場に用意される募金箱には、その回のイベント参加声優によるサインがメッセージとともに書かれるので、撮影するファンも多い。2014年参加の「鬼小十郎まつり」において、白石市アンバサダーに就任することが発表された。任期は2年である。
2016年の熊本地震の後には、白石戦國武将隊奥州片倉組が熊本地震復興支援のために行った募金活動に参加し、また「おまえらのためだろ!」で募る義援金も白石市と相談の上、熊本のために集めると発表した。
『ルパン三世』に多大な影響を受けて声優になったものの、そのアニメ本編にはまだ出演していない。
『バイオハザードシリーズ』の主要キャラクターの一人レオン・S・ケネディを担当しているが、アメリカ合衆国のエージェントとしてたくましく成長したあとのレオンを先に担当し、後にリメイクされた『バイオハザード RE:2』で新人警察官であった頃のレオンを演じたため、『RE:2』のレオンが一番しんどかったと語っている。様々な年代のレオンを演じているのでキャラクターの年齢感の調整は一番大変なところで、「やっぱり若くならないね」みたいに言われるとキツイところがあり、年齢が上がっていくとおじさん臭くなってしまう、分別がつくようになって説教くさくなってしまったりするため、メンタル面を作りこむのが大事だと述べている。
祖父はパン屋であり、詩吟や老人会の会計もしていたため、近所のおじいさん、おばあさんが自宅に多く出入りしていたという。両親は幸区の東芝小向事業所に勤めていた時期があり、それがきっかけで知り合ったという。5歳下の弟がいる。

### 交友関係
吹き替えを担当しているトム・クルーズとは年々交流の機会が増えており、2023年にはトムから招待されたことで一緒に並んで映画を鑑賞することもあったという。
勝田声優学院時代の同期の高木渉とは仲が良いが、高木によるとあいつには負けたくないようなどこかでライバル心があった。森川は2枚目でヒーローで高木は3枚目であり、2人で同じ仕事をして飲みに行くと、「今日の森川の芝居は良かったね」、「渉の芝居には敵わないよ」と、競合しないからお互い褒め殺しており、森川とは話が合うと高木は語る。
同時期にデビューした檜山修之と仲が良く、95年から「森川智之と檜山修之のおまえらのためだろ！」というトークライブを開催している。森川にとっては「久しぶりに会ってもいくらでも面白い話ができる相方」でもある。
藤原啓治が病気療養の休業により、『クレヨンしんちゃん』の野原ひろし役を2016年8月26日放送分から代役として起用されたが、藤原がひろし役への復帰を果たすことなく2020年4月12日に逝去したため正式な2代目となった。藤原とはデビュー時期も近く、共演作も多い身近な存在だったため、「彼だったらこういう（芝居の）組み立て方をするだろうなという言い回しやお芝居の感覚は肌で感じていた」という。また、「今はキャストのみなさんに温かく迎えてもらい毎週楽しく収録している」とのこと。
ひろし役の依頼を受けた際はスタッフを通じて藤原から「森川しかいないから、頼むぞ」といった旨の手紙を貰い、藤原の代名詞とも言えるキャラクターであることによるプレッシャーもあったため、2か月間は他のレギュラーとは混ざらずに別撮りでスタッフとディスカッションし、それから一緒に収録するようになった。
藤原からの手紙を仕事場の机に入れており、現在も「自分としてのひろしの傍らに藤原のひろしもいて、2人で演じている気持ちがある」という。なお、『クレヨンしんちゃん』以外にも藤原が受け持っていた役を一部引き継いだ。

## 出演
太字はメインキャラクター。

### テレビアニメ
1989年
- ダッシュ!四駆郎（加藤隼、次郎）
- チンプイ（アポロフ殿下）

1990年
- 三つ目がとおる（男子生徒）
- RPG伝説ヘポイ（1990年 - 1991年、勇者、ゴーストキャッスル、ガンガンジー、氷山キャッスル、バトルキャッスル 他）
- 桃太郎伝説 PEACHBOY LEGEND（ポン吉、ブラックベレー大佐）

1991年
- おばけのホーリー（パーキー）
- 緊急発進セイバーキッズ（ジョー）
- ゲンジ通信あげだま（1991年 - 1992年、佐藤、ケンサク）
- それいけ!アンパンマン（トランクマン〈初代〉）
- ちびまる子ちゃん（1991年 - 、ヨッちゃん）
- 魔法使いサリー（1989年版）（ブレブス）
- 横山光輝 三国志（1991年 - 1992年、霊帝）

1992年
- あしたへフリーキック（ヨハン・ヨハンセン）
- 宇宙の騎士テッカマンブレード（1992年 - 1993年、Dボゥイ / テッカマンブレード〈相羽タカヤ〉）
- お〜い!竜馬（坂本権平、福岡藤次、千葉重太郎）
- 超電動ロボ 鉄人28号FX（1992年 - 1993年、フランケン・シュタイナー〈青年〉）
- ツヨシしっかりしなさい（1992年 - 1994年、川上光一、新庄）
- ファンタジーアドベンチャー 長靴をはいた猫の冒険（ダルタニアン）
- 炎の闘球児 ドッジ弾平（江波）
- 幽☆遊☆白書（1992年 - 1994年、生徒、呂屠、死々若丸 他）

1993年
- 蒼き伝説シュート!（神谷篤司）
- 機動戦士Vガンダム（1993年 - 1994年、メッチェ・ルーベンス、キル・タンドン、クッフ・サロモン）
- GS美神（ピート）
- SLAM DUNK（1993年 - 1996年、水戸洋平、清田信長、桑田）
- 南国少年パプワくん（ジャン）
- 若草物語 ナンとジョー先生（フランツ・ホフマン）

1994年
- とっても!ラッキーマン（1994年 - 1995年、半魚人、勝利マン / 包帯マン）
- 覇王大系リューナイト（チェンバー）
- 美少女戦士セーラームーンS（風間ユウ）
- ママレード・ボーイ（ブライアン）
- ヤマトタケル（ミカヅチ）
- 勇者警察ジェイデッカー（1994年 - 1995年、幾何井田美輝、デューク）

1995年
- あずきちゃん（杉田刑事）
- 黄金勇者ゴルドラン（1995年 - 1996年、ワルター・ワルザック）
- 怪盗セイント・テール（佐渡真人）
- 新機動戦記ガンダムW（オットー、アブドル、ニコル、軍将校 他）
- 空想科学世界ガリバーボーイ（ロレンス、ゴルゴス）
- クマのプー太郎（ホロホロ鳥の息子）
- ご近所物語（田代勇介）
- 十二戦支 爆烈エトレンジャー（1995年 - 1996年、ポチ郎、ホルス、王子様）
- NINKU -忍空-（朱利）
- バーチャファイター（鬼丸）
- ロミオの青い空（アドルフォ）

1996年
- 快傑ゾロ（プラシド少尉）
- 機動新世紀ガンダムX（シャギア・フロスト）
- 機動戦艦ナデシコ（月臣元一朗）
- クレヨンしんちゃん（1996年 - 、須毛駒志郎、美容師、キアヌ、トム・クルーズ）
- 地獄先生ぬ〜べ〜（1996年 - 1997年、玉藻京介）
- シティーハンタースペシャル ザ・シークレット・サービス（部下）
- スレイヤーズ シリーズ（1996年 - 1997年、キース、ラルムス） - 2シリーズ

1997年
- アニメがんばれゴエモン（セップク丸）
- 金田一少年の事件簿（1997年 - 2015年、明智健悟、クラブのエド〈小平大樹〉） - 3シリーズ
- クリティカルブロウ（岩瀬圭）
- 剣風伝奇ベルセルク（1997年 - 1998年、グリフィス）
- 中華一番!（カラオ）
- フォーチュン・クエストL（クレイ・S・アンダーソン）
- ポケットモンスター（1997年 - 1998年、ゴースト、シバ）
- みすて♡ないでデイジー（山川X）
- マッハGoGoGo（第2作）（覆面レーサーX〈響健一〉）
- MAZE☆爆熱時空（シック）
- 名探偵コナン（1997年 - 2024年、木島久、上田丈二、羽田秀吉）

1998年
- ガサラキ（桑島大尉、大川大尉、王重根、ギュンター研究主任）
- 時空探偵ゲンシクン（ヨミG、神父、モーツァルト、審判、宮本武蔵）
- 時空転抄ナスカ（ワスカル）
- セクシーコマンドー外伝 すごいよ!!マサルさん（コメッチ）
- DTエイトロン（ローディ）
- TRIGUN（ケスカス）
- 南海奇皇（鉄隼人）
- Weiß kreuz（朝田哲也）
- ふしぎなメルモ（リニューアル版）（野沢）
- MASTERキートン（ニコライ）
- まもって守護月天!（宮内出雲）
- 遊☆戯☆王（城之内克也）

1999年
- イソップワールド（ドンキ）
- 鋼鉄天使くるみ（ブランドー博士）
- SURF SIDE HIGH-SCHOOL（阿部浩也）
- サイボーグクロちゃん（鈴木一郎、グレー、そば信）
- シティーハンタースペシャル 緊急生中継!? 凶悪犯冴羽獠の最期（マッド・ドッグ）
- ジバクくん（斬）
- 神八剣伝（ジンライ・ハズキ）
- 装甲救助部隊レストル（マイケル・ヘロン）
- 火魅子伝（紫香楽）

2000年
- 機巧奇傳ヒヲウ戦記（黒鍬間、同心）
- 幻想魔伝 最遊記（焔）
- コレクター・ユイ（浩介）
- 週刊ストーリーランド（真一）
- ストレンジドーン（デウム）
- 絶滅の島（真一）
- ゾイド-ZOIDS-（ハインツ）
- デジモンアドベンチャー02（2000年 - 2001年、マミーモン、武ノ内春彦、及川悠紀夫、ベリアルヴァンデモン）
- ファーブル先生は名探偵（クモ男爵）
- ベイビーフィリックス（教授）
- 闇の末裔（巽征一郎）
- 六門天外モンコレナイト（オーガ・パワー・ブラザーズ〈弟〉）
- ONE PIECE（2000年 - 2025年、はっちゃん、エネル、スコッパー・ギャバン）

2001年
- 犬夜叉（2001年 - 2010年、奈落、人見蔭刀） - 2シリーズ
- X -エックス-（蒼軌征一狼）
- おとぎストーリー 天使のしっぽ（青龍のゴウ）
- コスモウォーリアー零（ウォーリアス・ゼロ）
- 砂漠の海賊!キャプテンクッパ（ウルフ / グレイ）
- だいすき!ぶぶチャチャ（ティム）
- はじめの一歩（2001年 - 2013年、ヴォルグ・ザンギエフ） - 2シリーズ
- ポケットモンスタークリスタル ライコウ雷の伝説（バショウ）
- RAVE（ゲイル・グローリー）

2002年
- アクエリアンエイジ Sign for Evolution（虻戸啓児）
- アソボット戦記五九（サイトス）
- 王ドロボウJING（ヴァン・ムスー）
- 奇鋼仙女ロウラン（オニマル）
- キディ・グレイド（シザーリオ）
- キン肉マンII世（2002年 - 2006年、テリー・ザ・キッド、フォーク・ザ・ジャイアント、ヒカルド） - 3シリーズ
- サイボーグ009 THE CYBORG SOLDIER（ケイン）
- 東京ミュウミュウ（龍月餅）
- 冒険者（コロンブス〈少年時代〉、バルトロメオ）
- 炎の蜃気楼（下間頼竜）

2003年
- F-ZERO ファルコン伝説（2003年 - 2004年、リュウ スザク）
- SUBMARINE SUPER 99（大山築、パイロット）
- 獣兵衛忍風帖 龍宝玉篇（柳生連夜）
- セイント・ビースト（2003年 - 2007年、青龍のゴウ） - 2シリーズ
- PEACE MAKER鐵（市村龍之介）
- フルメタル・パニック? ふもっふ（林水敦信）
- ポケットモンスター アドバンスジェネレーション（セキドー）
- まっすぐにいこう。（2003年 - 2004年、渡部京介） - 2シリーズ
- LAST EXILE（アレックス・ロウ）

2004年
- 今日からマ王!（2004年 - 2009年、ウェラー卿コンラート、エンギワル鳥、ローバルト・ウェラー） - 3シリーズ
- 天上天下（高柳光臣）
- 遙かなる時空の中で-八葉抄-（鵺）
- BLEACH（黒崎一心、椿鬼、東仙要）
- MADLAX（カロッスア）
- リングにかけろ1（2004年 - 2011年、ナポレオン） - 4シリーズ

2005年
- かいけつゾロリ（チビ鬼）
- ガラスの仮面（2005年）（速水真澄）
- ギャラリーフェイク（藤田玲司）
- SHUFFLE!（2005年 - 2007年、魔王〈フォーベシィ〉） - 2シリーズ
- 好きなものは好きだからしょうがない!!（湖月綾野）
- SPEED GRAPHER（水天宮寵児）
- 創聖のアクエリオン（頭翅〈トーマ〉）
- だめっこどうぶつ（ゆに彦）
- DIGITAL MONSTER X-evolution（マミーモン）
- 闘牌伝説アカギ 〜闇に舞い降りた天才〜（白服〈鈴木〉）
- NARUTO -ナルト-（2005年 - 2016年、君麻呂、四代目火影・波風ミナト） - 2シリーズ
- BUZZER BEATER（タキオン）
- ぺとぺとさん（前田罫市）
- らいむいろ流奇譚X CROSS〜恋、教ヘテクダサイ。〜（蒲生大助）

2006年
- おとぎ銃士 赤ずきん（ジェド）
- 頭文字D Fourth Stage（2004年 - 2006年、二宮大輝）
- 学園ヘヴン BOY'S LOVE HYPER!（中嶋英明）
- かりん（黒薔薇のプリンス）
- 恋する天使アンジェリーク（2006年 - 2007年、聖獣の鋼の守護聖エルンスト） - 2シリーズ
- 彩雲国物語（2006年 - 2008年、藍楸瑛） - 2シリーズ
- 少年陰陽師（青龍）
- スーパーロボット大戦OG -ディバイン・ウォーズ-（キョウスケ・ナンブ）
- 涼宮ハルヒの憂鬱（多丸裕）
- 009-1（ロキ）
- 太陽の黙示録（羽田遼太郎）
- D.Gray-man（ティキ・ミック）
- NIGHT HEAD GENESIS（霧原直人）
- NANA（2006年 - 2007年、一ノ瀬巧）
- ふたりはプリキュア Splash Star（ゴーヤーン）
- BLACK LAGOON（張維新） - 2シリーズ

2007年
- エル・カザド（ロベルト）
- スカルマン（神代正樹）
- ZOMBIE-LOAN（鼈甲）
- Devil May Cry（ダンテ）
- BLUE DRAGON（ホメロン）

2008年
- アリソンとリリア（トラヴァス）
- キャシャーン Sins（ディオ）
- ゲゲゲの鬼太郎（第5作）（邦夫）
- 純情ロマンチカ（2008年 - 2015年、井坂龍一郎） - 3シリーズ
- のだめカンタービレ シリーズ（2008年 - 2010年、ジャン・ドナデュウ） - 2シリーズ
- ペンギンの問題（2008年 - 2012年、小林ジョニー、謎の生き物、どこかの部下、ゴージャスマン、ナレーション） - 3シリーズ
- ポケットモンスター ダイヤモンド&パール（ミクリ）
- 無限の住人（偽一）
- メジャー シリーズ（2008年 - 2010年、ジェフ・キーン、スデシー、アレックス・ゴンザレス、佐藤寿也の父 他） - 3シリーズ
- 魍魎の匣（榎木津礼二郎）
- もっけ（中原）

2009年
- 空中ブランコ（山下公平）
- 戦国BASARA（2009年 - 2014年、片倉小十郎） - 3シリーズ
- 蒼天航路（趙雲）
- ドルアーガの塔 〜the Sword of URUK〜（ウラーゴン）
- 花咲ける青少年（倣立人）
- RIDEBACK -ライドバック-（キーファ）

2010年
- おとめ妖怪 ざくろ（恵永）
- スーパーロボット大戦OG -ジ・インスペクター-（キョウスケ・ナンブ、ベーオウルフ）
- ちゅーぶら!!（都筑）
- 薄桜鬼 碧血録（松平容保）
- パンティ&ストッキングwithガーターベルト（トーム・クールス）

2011年
- いつか天魔の黒ウサギ（天魔）
- ウルヴァリン（サイクロプス）
- X-MEN（サイクロプス）
- お兄ちゃんのことなんかぜんぜん好きじゃないんだからねっ!!（攻）
- 世界一初恋（井坂龍一郎） - 2シリーズ
- デッドマン・ワンダーランド（東弦角）
- トリコ（次郎）
- ファイ・ブレイン 神のパズル（2011年 - 2013年、ヘルベルト・ミューラー） - 3シリーズ
- メタルファイト ベイブレード シリーズ（2011年 - 2013年、ラゴウ） - 2シリーズ

2012年
- アクエリオンEVOL（頭翅〈トーマ〉）
- エリアの騎士（天童一英）
- 君と僕。2（十先生）
- 銀河へキックオフ!!（怪人ヒゲメガネ/降矢麟）
- キングダム（2012年 - 2024年、李牧） - 5シリーズ
- 銀魂 シリーズ（2012年 - 2017年、佐々木異三郎） - 4シリーズ
- しろくまカフェ（パンダママ、パンダおじいちゃん、来客、学者）
- はぐれ勇者の鬼畜美学（魔王ガリウス）
- 氷菓（陸山宗芳）
- BRAVE10（真田幸村）
- マギ（2012年 - 2014年、ウーゴくん、マギA） - 2シリーズ
- ROBOTICS;NOTES（君島コウ）
- ONE PIECE エピソードオブナミ 〜航海士の涙と仲間の絆〜（はっちゃん）

2013年
- イクシオン サーガ DT（マリアンの兄）
- キューティクル探偵因幡（荻野邦治）
- ソードアート・オンライン（2013年 - 2020年、菊岡誠二郎） - 特別編 + 4シリーズ
- 島耕作のアジア立志伝（2013年 - 2016年、島耕作） - 4シリーズ
- まおゆう魔王勇者（冬寂王）
- LINE OFFLINE サラリーマン（ムーン係長）
- LINE TOWN（ムーン）

2014年
- 神々の悪戯（トト・カドゥケウス）
- ガンダム Gのレコンギスタ（カーヒル・セイント）
- キャプテン・アース（真夏タイヨウ）
- 最強銀河 究極ゼロ 〜バトルスピリッツ〜（邪界転生のネイクス）
- ストレンジ・プラス（尾杜） - 2シリーズ
- テラフォーマーズ（2014年 - 2016年、蛭間七星） - 2シリーズ
- 幕末Rock（土方歳三）
- バディ・コンプレックス（アルフリード・ガラント）
- ピカイア!（アンドリュー・パーカー）
- ヒーローバンク（氷室冬鬼）
- 魔法戦争（相羽十）

2015年
- ISUCA（謎の男 / イルダーナ）
- Dance with Devils（レムの父）
- DIABOLIK LOVERS MORE,BLOOD（月浪カルラ）
- デュラララ!!×2（2015年 - 2016年、エゴール） - 3シリーズ
- 長門有希ちゃんの消失（多丸裕）
- FAIRY TAIL（マルド・ギール）
- Fate/kaleid liner プリズマ☆イリヤ ツヴァイ ヘルツ!（生徒会長）
- 北斗の拳 イチゴ味（シン）
- 枕男子（飯田由一郎）
- ワンパンマン（ボロス）

2016年
- 亜人（アルメイダ）
- 神々の記（1人全役）
- クレヨンしんちゃん（2016年 - 、野原ひろし〈2代目〉）
- 島耕作のアジア新世紀伝（島耕作）
- ジョーカー・ゲーム（甘利）
- 終末のイゼッタ（ルドルフ、マティアス1世）
- ジョジョの奇妙な冒険 ダイヤモンドは砕けない（吉良吉影 / 川尻浩作）
- タイムトラベル少女〜マリ・ワカと8人の科学者たち〜（早瀬永司）
- タブー・タトゥー（ブラッド・ブラックストーン）
- ダンガンロンパ3 -The End of 希望ヶ峰学園-（宗方京助） - 2シリーズ + 特別編
- ドリフェス!（2016年 - 2017年、三神遙人） - 2シリーズ
- ニンジャスレイヤー フロムアニメイシヨン スペシャル・エディション版（ニンジャスレイヤー / フジキド・ケンジ）
- 文豪ストレイドッグス（2016年 - 2023年、ポオ） - 4シリーズ
- マクロスΔ（アラド・メルダース）

2017年
- スタミュ（2017年 - 2019年、魚住朝喜） - 2シリーズ
- 王室教師ハイネ（ヴィクトール・フォン・グランツライヒ）
- 妖怪アパートの幽雅な日常（龍さん、鳥3）
- ボールルームへようこそ（仙石要）
- 境界のRINNE（音辺）
- ONE PIECE エピソードオブ東の海 〜ルフィと4人の仲間の大冒険!!〜（はっちゃん）
- メイドインアビス（2017年 - 2022年、ボンドルド） - 2シリーズ
- 戦刻ナイトブラッド（織田信長）
- 魔法使いの嫁（2017年 - 2023年、サイモン・カラム） - 2シリーズ
- ブラッククローバー（2017年 - 2021年、ユリウス・ノヴァクロノ / 老婆）

2018年
- 妖怪ウォッチ シャドウサイド（2018年 - 2019年、島之内厳流 / 洞潔）
- フルメタル・パニック! Invisible Victory（林水敦信）
- 中間管理録トネガワ（利根川幸雄）
- 深夜!天才バカボン（本官 / 幼児本官、割り切ったお付き合い、かたいうんこ）
- ロード オブ ヴァーミリオン 紅蓮の王（赤谷犬樹）
- ONE PIECE エピソードオブ空島（エネル）
- あそびあそばせ（オリヴィア兄）
- 学園BASARA（片倉小十郎）
- 色づく世界の明日から（月白弦、カラビ・ヤウの精）
- BANANA FISH（ブランカ）
- とある魔術の禁書目録III（2018年 - 2019年、右方のフィアンマ）

2019年
- 明治東亰恋伽（チャーリー）
- 超可動ガール1/6（オズマ）
- 群青のマグメル（拾因）
- 賢者の孫（オリバー＝シュトローム / オリベイラ＝フォン＝ストラディウス）
- 鬼滅の刃（2019年 - 2024年、産屋敷耀哉） - 5シリーズ
- ポチっと発明 ピカちんキット（マーベリック）
- フルーツバスケット（2019年 - 2021年、草摩藉真） - 3シリーズ
- 警視庁 特務部 特殊凶悪犯対策室 第七課 -トクナナ-（桐生院左近零衛門）
- アサシンズプライド（オヤジ）
- PSYCHO-PASS サイコパス 3（ラウンドロビン）

2020年
- GO!GO!アトム
- ぽっこりーず（ぱつひこ、タコさんたち）
- 困ったじいさん（ナレーション）
- シャドウバース（2020年 - 2024年、レオン・オーランシュ） - 2シリーズ
- 本好きの下剋上 司書になるためには手段を選んでいられません（2020年 - 2022年、カルステッド） - 2シリーズ

2021年
- 無職転生 〜異世界行ったら本気だす〜（2021年 - 2024年、パウロ・グレイラット） - 3シリーズ
- キンタマーニドッグ（トゥイン）
- オルタンシア・サーガ（アデル、ジム・マクニール）
- 文豪ストレイドッグス わん!（ポオ）
- 蜘蛛ですが、なにか?（ポティマス・ハァイフェナス）
- セブンナイツ レボリューション -英雄の継承者-（クリス）
- ヴァニタスの手記（2021年 - 2022年、ルスヴン） - 2シリーズ
- ピーチボーイリバーサイド（彦〈桃太郎〉）
- ドラえもん（テレビ朝日版第2期）（ドラヤキ星人 通信士）
- 海賊王女（アベル・ブルーフィールド）
- 世界最高の暗殺者、異世界貴族に転生する（キアン）
- プラチナエンド（2021年 - 2022年、六階堂七斗）
- 進化の実〜知らないうちに勝ち組人生〜（2021年 - 2023年、魔神） - 2シリーズ

2022年
- オリエント（犬塚一眞佐）
- ポケットモンスター（ミクリ）
- カッコウの許嫁（天野宗一郎）
- デジモンゴーストゲーム（ヴァンデモン）
- ポプテピピック TVアニメーション作品第二シリーズ（ピピ美〈第2話Bパート〉）
- 永久少年 Eternal Boys（2022年 - 2023年、山中大輔）
- BLEACH 千年血戦篇（2022年 - 2024年、黒崎一心 / 志波一心、東仙要） - 2シリーズ

2023年
- Buddy Daddies（九棋久太郎）
- アルスの巨獣（ジイロ）
- HIGH CARD（2023年 - 2024年、グレッグ・ヤング） - 2シリーズ
- 人間不信の冒険者たちが世界を救うようです（フィフス）
- 僕のヒーローアカデミア（2023年 - 2024年、四代目・四ノ森避影） - 
- THE MARGINAL SERVICE（ゼノ・ストークス）
- 悲劇の元凶となる最強外道ラスボス女王は民の為に尽くします。（アルバート・ロイヤル・アイビー）
- 七つの大罪 黙示録の四騎士（2023年 - 2024年、イロンシッド） - 2シリーズ
- アンデッドアンラック（2023年 - 2024年、ファン）
- ドッグシグナル（丹羽の父）

2024年
- 魔女と野獣（アシャフ）
- 最弱テイマーはゴミ拾いの旅を始めました。（フォロンダ領主）
- 最強タンクの迷宮攻略〜体力9999のレアスキル持ちタンク、勇者パーティーを追放される〜（グリード）
- 魔王の俺が奴隷エルフを嫁にしたんだが、どう愛でればいい?（ナレーション）
- ただいま、おかえり（藤吉弘）
- 魔法科高校の劣等生（七草弘一）
- Unnamed Memory（2024年 - 2025年、ケヴィン） - 2シリーズ
- おしりたんてい（かいとうF）
- 魔王学院の不適合者 II 〜史上最強の魔王の始祖、転生して子孫たちの学校へ通う〜（セリス・ヴォルディゴード）
- キン肉マン 完璧超人始祖編（2024年 - 2025年、悪魔将軍） - 2シリーズ
- らんま1/2 (2024)（小乃東風）
- 君は冥土様。（横谷新）

2025年
- 空色ユーティリティ（テツ）
- どうせ、恋してしまうんだ。（西野剛史）
- 魔法使いの約束（フィガロ）
- メダリスト（司のコーチ）
- ヴィジランテ -僕のヒーローアカデミア ILLEGALS-（キャプテン・セレブリティ）
- 地獄先生ぬ〜べ〜 (2025)（玉藻京介）
- ガチアクタ（レグト）
- 転生したら第七王子だったので、気ままに魔術を極めます（シビル・ウォー）
- アークナイツ【焔燼曙明/RISE FROM EMBER】（コシチェイ）
- 野原ひろし 昼メシの流儀（野原ひろし）
- ニャイト・オブ・ザ・リビングキャット（ガンスリンガー）

### 劇場アニメ
1990年
- ちびまる子ちゃん（体育の先生）
- ヘヴィ

1991年
- 老人Z（記者B）

1992年
- 機動戦士ガンダム0083 ジオンの残光（カークス）

1993年
- ドラゴンボールZ 銀河ギリギリ!!ぶっちぎりの凄い奴（ゴクア）

1994年
- GS美神 極楽大作戦!!（ピート）
- Jリーグを100倍楽しく見る方法!!（礒貝洋光）
- スラムダンク（水戸）
- スラムダンク 全国制覇だ! 桜木花道（水戸）
- 平成狸合戦ぽんぽこ（警官）

1995年
- スラムダンク 湘北最大の危機! 燃えろ桜木花道（水戸）
- スラムダンク 吠えろバスケットマン魂!! 花道と流川の熱き夏（水戸）

1996年
- ご近所物語（田代勇介）
- 劇場版 天地無用! in LOVE（信幸〈高校生〉）
- ドラえもん のび太と銀河超特急（係員A）

1997年
- フランダースの犬（ジョルジュ〈20年後〉）

1998年
- 機動戦艦ナデシコ -The prince of darkness-（月臣元一郎）

1999年
- 金田一少年の事件簿2 殺戮のディープブルー（明智健悟）
- 鉄腕アトム 青騎士の巻（青騎士）
- 遊☆戯☆王（城之内克也）

2000年
- 名探偵コナン 瞳の中の暗殺者（友成真）

2001年
- 劇場版 幻想魔伝 最遊記 Requiem 選ばれざる者への鎮魂歌（妖怪）
- キン肉マンII世（テリー・ザ・キッド）
- シャム猫 -ファーストミッション-（イッペー）

2002年
- 映画 犬夜叉 鏡の中の夢幻城（奈落）
- キン肉マンII世 マッスル人参争奪! 超人大戦争（テリー・ザ・キッド）

2004年
- APPLESEED（義経）
- 劇場版 金色のガッシュベル!! 101番目の魔物（ワイズマン）
- 聖闘士星矢 天界編 序奏〜overture〜（テセウス）

2005年
- あした元気にな〜れ! 半分のさつまいも（復員兵）

2006年
- 劇場版BLEACH MEMORIES OF NOBODY（黒崎一心、リャン）

2007年
- 劇場版 アクエリオン（頭翅）
- 大ちゃん、だいすき。（まいの父：信治）
- 劇場版BLEACH The DiamondDust Rebellion もう一つの氷輪丸（黒崎一心）
- ベクシル 2077日本鎖国（キサラギ）

2009年
- 劇場版ペンギンの問題 幸せの青い鳥でごペンなさい（小林ジョニー）
- 劇場版ヤッターマン 新ヤッターメカ大集合! オモチャの国で大決戦だコロン!（パ・ズール大臣）

2010年
- いばらの王 -King of Thorn-（マルコ・オーエン）
- 劇場版 NARUTO -ナルト- 疾風伝 ザ・ロストタワー（波風ミナト）
- 劇場版BLEACH 地獄篇（黒崎一心）

2011年
- 劇場版 戦国BASARA -The Last Party-（片倉小十郎）
- 鋼の錬金術師 嘆きの丘の聖なる星（メルビン・ボイジャー / アトラス）
- 万能野菜 ニンニンマン（ニンニンマン）

2012年
- バイオハザード ダムネーション（レオン・S・ケネディ）
- ROAD TO NINJA -NARUTO THE MOVIE-（波風ミナト）

2013年
- キャプテンハーロック -SPACE PIRATE CAPTAIN HARLOCK-（イソラ）
- 劇場版 トリコ 美食神の超秘宝（次郎）
- 龍 -RYO-（土方歳三）

2014年
- 映画 ハピネスチャージプリキュア! 人形の国のバレリーナ（ブラックファング）
- 聖闘士星矢 Legend of Sanctuary（射手座のアイオロス）

2015年
- 劇場版 明治東亰恋伽 〜弦月の小夜曲〜（チャーリー）
- ポケモン・ザ・ムービーXY 光輪の超魔神 フーパ（グリス曾じいさま）

2016年
- 亜人 -衝突-（アルメイダ）

2017年
- 劇場版 ソードアート・オンライン -オーディナル・スケール-（菊岡誠二郎）
- クレヨンしんちゃん 襲来!!宇宙人シリリ（ひろし）
- バイオハザード: ヴェンデッタ（レオン・S・ケネディ）
- 交響詩篇エウレカセブン ハイエボリューション（2017年 - 2021年、ホランド） - 2作品
- 映画 妖怪ウォッチ シャドウサイド 鬼王の復活（洞潔）

2018年
- 劇場版マクロスΔ 激情のワルキューレ（アラド・メルダース）
- クレヨンしんちゃん 爆盛!カンフーボーイズ〜拉麺大乱〜（ひろし）
- ニンジャバットマン（トゥーフェイス）
- 劇場版 七つの大罪 天空の囚われ人（ベルリオン）
- 誘拐のアンナ（教授）

2019年
- 劇場版総集編【後編】メイドインアビス 放浪する黄昏（ボンドルド）
- あした世界が終わるとしても（泉宗）
- 劇場版 幼女戦記（ウィリアム・ダグラス・ドレイク）
- 劇場版 王室教師ハイネ（ヴィクトール・フォン・グランツライヒ）
- クレヨンしんちゃん 新婚旅行ハリケーン 〜失われたひろし〜（ひろし）
- Gのレコンギスタ I・II（2019年 - 2020年、カーヒル・セイント） - 2作品

2020年
- メイドインアビス 深き魂の黎明（ボンドルド）
- PSYCHO-PASS サイコパス 3 FIRST INSPECTOR（ラウンドロビン）
- クレヨンしんちゃん 激突! ラクガキングダムとほぼ四人の勇者（ひろし）
- 劇場版 鬼滅の刃 無限列車編（産屋敷耀哉）
- まるだせ金太狼（真坂金太狼）

2021年
- 銀魂 THE FINAL（服部全蔵）
- Tokyo 7th シスターズ -僕らは青空になる-（滑川ノリユキ）
- 復興応援 政宗ダテニクル 合体版＋（初代当主 伊達朝宗）
- 名探偵コナン 緋色の弾丸（羽田秀吉）
- 劇場版 BanG Dream! Episode of Roselia I・II（友希那の父） - 2部作
- 竜とそばかすの姫（ジャスティン）
- クレヨンしんちゃん 謎メキ!花の天カス学園（ひろし）
- リクはよわくない（ツトム）
- 劇場版マクロスΔ 絶対LIVE!!!!!!（アラド・メルダース）
- さよなら、ティラノ（ルッチ）

2022年
- 映画おしりたんてい シリアーティ（ポーロッシュ）
- クレヨンしんちゃん もののけニンジャ珍風伝（野原ひろし）
- 劇場版 異世界かるてっと 〜あなざーわーるど〜（アレク・ホーシン）
- 怪盗クイーンはサーカスがお好き（ホワイトフェイス）

2023年
- 永久少年 Eternal Boys NEXT STAGE（山中大輔）
- ブラッククローバー 魔法帝の剣（ユリウス・ノヴァクロノ）
- しん次元! クレヨンしんちゃん THE MOVIE 超能力大決戦 〜とべとべ手巻き寿司〜（野原ひろし）

2024年
- ルックバック（4コマの男性）
- クレヨンしんちゃん オラたちの恐竜日記（野原ひろし）

2025年
- 劇場版 鬼滅の刃 無限城編 第一章 猗窩座再来（産屋敷耀哉）
- 不思議の国でアリスと -Dive in Wonderland-（チェシャ猫）
- クレヨンしんちゃん 超華麗!灼熱のカスカベダンサーズ（野原ひろし）

### OVA
1988年
- 銀河英雄伝説

1990年
- A.D.POLICE
- THE八犬伝（里見義成）
- サーキットの狼II モデナの剣（アキラ）
- SOL BIANCA
- 緑山高校甲子園編（関口岳留）

1991年
- いしいひさいちの大政界（学生B）
- 一本包丁満太郎2 大阪そうめん戦争
- インフェリウス惑星戦史外伝 CONDITION GREEN（ビリー）
- NG騎士ラムネ&40 EX ビクビクトライアングル 愛の嵐大作戦（菅沼くん、千葉部長）
- おたくのビデオ（飯山）
- 乙姫CONNECTION（ユータ）
- がんばれゴエモン 次元城の悪夢（源さん）
- 機動戦士ガンダム0083 STARDUST MEMORY（ラバン・カークス）
- 孔雀王（警官）
- 硬派銀次郎（牛乳配達）
- SOL BIANCA2
- 超幕末少年世紀タカマル（希望公園）
- 炎の転校生
- 魔宮戦場2（バトル・ビーイング）
- 魔獣戦士ルナ・ヴァルガー（兵士A）
- 魍魎戦記MADARA（暴将狼侮）
- ロードス島戦記（聖騎士B、兵士）

1992年
- 紅いハヤテ
- ウルフガイ（犬神明）
- 永遠のフィレーナ（アナウンス）
- 究極のSEXアドベンチャー カーマスートラ（シヴァ）
- 甲竜伝説ヴィルガスト（クイ）
- ゴリラーマン（仁村）
- 創世機士ガイアース
- ドン 極道水滸伝（島地健三）
- ドン 極道水滸伝 怒濤編（島地健三）
- のぞみウィッチィズ（南條）
- 花平バズーカ（生徒）
- バビル2世（グリフィン）
- 風魔の小次郎 最終章 風魔反乱篇（夢魔）
- 魔物ハンター妖子2（作業員A）

1993年
- アル・カラルの遺産（バブル）
- キッスは瞳にして（村井）
- 今日から俺は!!（1993年 - 1996年、本田、五十嵐〈兄〉）
- 紺碧の艦隊（大竹馬太郎〈初代〉、高杉艦隊士官）
- ジェノサイバー 虚界の魔獣（スライ）
- 創竜伝
- その気にさせてよmyマイ舞（工藤諒一）
- 代紋TAKE2 第II章（阿久津丈二）
- BADBOYS（原辺俊昌）
- BE-BOP-HIGHSCHOOL（国東）
- BIG WARS 神撃つ朱き荒野に（土方）
- ぼくの地球を守って（小椋迅八、玉蘭）
- 魔神英雄伝ワタル 終わりなき時の物語（四天龍王）
- モルダイバー（大宇宙寛）

1994年
- 宇宙の騎士テッカマンブレードII（Dボゥイ / テッカマンブレード〈相羽タカヤ〉）
- KEY THE METAL IDOL（1994年 - 1997年、生徒、三和土州一）
- キャプテン翼 最強の敵!オランダユース（R・クリスマン）
- 高校武闘伝 クローズ（桐島ヒロミ）
- Compiler（評議員C）
- 湘南純愛組!（塚井強、仲条國土）
- 天使なんかじゃない（須藤晃）
- 爆炎CAMPUSガードレス（山城数馬）
- BADBOYS2（高間数俊）
- 放課後の職員室（川瀬均）
- マーズ（山口医師）
- 魔物ハンター妖子5 光陰覇王の乱（朝倉）

1995年
- ウダウダやってるヒマはねェ!（鬼場洋平）
- 黄龍の耳 美那の章（棗希郎衛門）
- 真・女神転生 東京黙示録（三浦陽介）
- 精霊使い（擁）
- 沈黙の艦隊
- 美少女遊撃隊バトルスキッパー（藤堂）

1996年
- ウルトラマン超闘士激伝（ウルトラマン / 超闘士ウルトラマン）
- 覚悟のススメ（覇岡）
- TWIN SIGNAL（真城巡査）
- BRONZE ZETSUAI since 1989（マスター）
- 僕のセクシャルハラスメント（藤田耀平）

1997年
- 超光速グランドール（楢崎先輩）
- 電脳戦隊ヴギィ'ズ★エンジェル（ジェイ・バースト）

1998年
- 紺碧の艦隊（米軍パイロットA）
- BADBOYS5（小鳥田真二）

1999年
- 地獄先生ぬ〜べ〜 史上最大の激戦! 絶鬼来襲!!（玉藻京介）
- 卒業M〜オレ達のカーニバル〜（御影小路霞）
- BREAK-AGE（ディータ）

2000年
- 銀河英雄伝説外伝 奪還者（ベンドリング少佐）
- 伝心 まもって守護月天!（宮内出雲）
- ファーストKiss☆物語 〜Kissからはじまる物語〜（早川翔吾）

2002年
- 私立荒磯高等学校生徒会執行部（久保田誠人）
- ヤングハーロックを追え! コスモウォーリアー零外伝（ウォーリアス・ゼロ）

2003年
- アーリーレインズ（ジャック）
- モエかん THE ANIMATION（神崎貴広）

2004年
- 機神咆吼デモンベイン 特典OVA（ブレイク）
- テイルズ オブ ファンタジア THE ANIMATION（ダオス）
- NARUTO -ナルト- 滝隠れの死闘 オレが英雄だってばよ!（ムラサメ）
- 春を抱いていた（岩城京介）
- BLEACH（2004年 - 2005年、黒崎一心） - 2作品
- 炎の蜃気楼〜みなぎわの反逆者〜（下間頼竜）
- らいむいろ戦奇譚 南国夢浪漫（蒲生大助）

2005年
- スーパーロボット大戦ORIGINAL GENERATION THE ANIMATION（キョウスケ・ナンブ）
- セイント・ビースト〜幾千の昼と夜 編〜（青龍のゴウ）
- 天上天下 ULTIMATE FIGHT（高柳光臣）
- ファイナルファンタジーVII アドベントチルドレン（2005年 - 2009年、セフィロス） - 2作品
- ラストオーダー ファイナルファンタジーVII（セフィロス）

2007年
- 頭文字D BATTLE STAGE 2（二宮大輝）
- 今日からマ王! R（ウェラー卿コンラート）
- 最後のドアを閉めろ!（本田賢三）
- 創星のアクエリオン（頭翅）
- テイルズ オブ シンフォニア THE ANIMATION（2007年 - 2012年、ユアン） - 3シリーズ
- 冬の蝉（秋月景一郎）

2008年
- キレパパ。（鷹司千尋）

2010年
- BLACK LAGOON Roberta's Blood Trail（張維新）
- ボトムズファインダー（ディアハルト）
- ムダヅモ無き改革 -The Legend of KOIZUMI-（小泉ジュンイチロー）
- ONE PIECE FILM STRONG WORLD EPISODE:0（はっちゃん）

2011年
- お兄ちゃんのことなんかぜんぜん好きじゃないんだからねっ!!（若社長）
- SUPERNATURAL: THE ANIMATION（タイロン）

2012年
- 一発必中!!デバンダー（ギアラ・レッド・センマイ）
- 史上最強の弟子ケンイチ（クリストファー・レクレール）※単行本49巻のオリジナルDVD付き特別版。

2013年
- 金田一少年の事件簿「黒魔術殺人事件」（明智健悟）
- 参乗合体 トランスフォーマーGo!（ハンターオプティマスプライム、オプティマスエクスプライム）

2014年
- WILD ADAPTER「禅 -ZEN-」（久保田誠人）
- 「湯煙推理劇！温泉怪事件ぜよ！！」（土方歳三）※幕末Rock 超魂特装版封入

2015年
- あにぷぅ 犬トーク（声の出演）
- WILD ADAPTER「航 -KOU-」（久保田誠人）

2016年
- 血界戦線「王様のレストランの王様」（フリージャ） - アニメ公式ファンブック受注生産DVD同梱版

2018年
- 機動戦士ガンダム THE ORIGIN（ワッケイン） - 2019年に再編集作品『THE ORIGIN 前夜 赤い彗星』テレビ放送
- テラフォーマーズ（蛭間七星） - コミックス第21巻アニメDVD同梱版
- ブラッククローバー オール魔法騎士感謝祭（2018年、ユリウス・ノヴァクロノ） - ジャンプスペシャルアニメフェスタ2018上映作品
- 幽☆遊☆白書 のるかそるか（正聖神党リーダー）

2020年
- ゴブリンスレイヤー -GOBLIN'S CROWN-（小鬼聖騎士）

### Webアニメ
2014年
- ポケットモンスター オメガルビー・アルファサファイア メガスペシャルアニメーション（ナレーション）

2015年
- ニンジャスレイヤー フロムアニメイシヨン（ニンジャスレイヤー / フジキド・ケンジ）

2016年
- クレヨンしんちゃん外伝 エイリアン vs. しんのすけ（ひろし〈2代目〉）
- クレヨンしんちゃん外伝 おもちゃウォーズ（ひろし）
- 政宗ダテニクル（初代当主伊達朝宗）

2017年
- クレヨンしんちゃん外伝 家族連れ狼（ひろしのすけ）
- クレヨンしんちゃん外伝 お・お・お・のしんのすけ（ひろし）
- THE KING OF FIGHTERS:DESTINY（ジェフ・ボガード）

2018年
- B: The Beginning（ギルバート・ロス）

2019年
- むぎゅっと！ブラッククローバー（ユリウス）
- OBSOLETE（ミヤジマ）

2020年
- 虫籠のカガステル（マリオ）
- ゼノンザード THE ANIMATION（ヒュートラム・オブリカーン〈2代目〉）

2022年
- Tekken: Bloodline（ファラン）

2023年
- Fate/Grand Order 藤丸立香はわからない（蘆屋道満）
- ケンガンアシュラ Season2（十鬼蛇二虎〈2代目〉）

### ゲーム
1991年
- カニカニパニック

1992年
- ボタン早押し選手権
- クイズ殿様の野望（MD版）（ナレーション）

1993年
- 機装ルーガ（ローディス）
- 聖魔伝説3×3EYES（妖魔）
- ナックルヘッズ（タケシ・フジオカ）
- ヴァイ 〜流星の鎧〜（ハイベルガー）
- 幽☆遊☆白書（1993年 - 1994年、死々若丸、是流） - 4作品

1994年
- アルナムの牙 獣族十二神徒伝説（ケンブ）
- スターブレイカー（カノン）
- 対戦ぱずるだま（リョウ、嶋課長、大岩権造、殿様）

1995年
- 餓狼伝説3（ボブ・ウィルソン、ホンフゥ）
- 空想科学世界ガリバーボーイ（ゼロ）
- ストリートファイターZERO（ナッシュ）
- SPACE GRIFFON VF-9（ジム）
- 北斗の拳（ミッシュ）
- REAL BOUT 餓狼伝説（ボブ・ウィルソン、ホンフゥ）

1996年
- アンジェリークSpecial2（王立研究院主任エルンスト）
- X-MEN VS. STREET FIGHTER（ナッシュ）
- 時空探偵DD 幻のローレライ（鳴神雷蔵）
- 新スーパーロボット大戦（メッチェ・ルーベンス、エリート兵士）
- ストリートファイターZERO2（ナッシュ）
- ストリートファイターZERO2 ALPHA（ナッシュ）
- ソウルエッジ（アーケード版）（御剣平四郎、黄星京）
- ライトニングレジェンド 大悟の大冒険（テリフィック・フォーロック）

1997年
- アルナムの翼 焼塵の空の彼方へ（ケンブ）
- アルバレアの乙女（ロテール・アルヌルーフ・リング・テムコ・ヴォルト）
- カプコンスポーツクラブ
- 地獄先生ぬ〜べ〜（玉藻京介）
- 私立ジャスティス学園 LEGION OF HEROES（ロベルト三浦）
- 続 初恋物語 〜修学旅行〜（神崎弘也）
- 鉄拳3（ファラン）
- バウンダリーゲート（フィン）
- バトルサーキット
- マーヴル・スーパーヒーローズ VS. ストリートファイター（シャドウ）
- REAL BOUT 餓狼伝説SPECIAL（ボブ・ウィルソン、ホンフゥ）

1998年
- アナザー・メモリーズ（ミック・スチュワード）
- アンジェリーク 天空の鎮魂歌（王立研究院主任エルンスト）
- 機動戦艦ナデシコ The blank of 3years（月臣元一朗）
- 金田一少年の事件簿2 地獄遊園殺人事件（明智健悟）
- サウザンドアームズ（シュミット）
- 時空探偵DD2 叛逆のアプサラル（鳴神雷蔵）
- 新世代ロボット戦記ブレイブサーガ（デュークファイヤー、ワルター・ワルザック）
- スターグラディエイター2（ハヤト）
- ストリートファイターEX2（ハヤテ）
- ストリートファイターZERO3（リュウ、ナッシュ）
- ゼウス カルネージハートセカンド（マーク・グラント）
- ソウルキャリバー（御剣平四郎）
- たこいかぱにっく
- ツアーパーティー 卒業旅行にいこう（加賀翼、ストーカー）
- ドラゴンフォースII -神去りし大地に-（バーツ）
- ファーランドサーガ（T.T.）
- ファーランドサーガ 時の道標（T.T.）
- バックガイナー〜よみがえる勇者たち〜 −覚醒編「ガイナー転生」−（ヤタ）
- MARVEL VS. CAPCOM CLASH OF SUPER HEROES（リュウ、シャドウ）
- マール王国の人形姫（フェルディナンド）
- 魔法少女プリティサミー ハートのきもち（リンクス）
- 遊☆戯☆王 モンスターカプセル ブリード&バトル（城之内）
- 雪割りの花（大久保芳彦）
- REAL BOUT 餓狼伝説2 THE NEWCOMERS（ボブ・ウィルソン、ホンフゥ）

1999年
- SDガンダム GGENERATION（1999年 - 2025年、ラバン・カークス、メッチェ・ルーベンス、シャギア・フロスト、サッキー竹田、イワン・イワノフ） - 14作品
- 俺の屍を越えてゆけ（氷ノ皇子、他男神）
- 機動戦艦ナデシコ NADESICO THE MISSION（月臣元一朗）
- 金田一少年の事件簿3 青龍伝説殺人事件（明智健吾）
- サイレントボマー（ユタ・フェイト）
- 私立ジャスティス学園 熱血青春日記2（ロベルト三浦）
- ストリートファイターEX2 PLUS（ハヤテ）
- ゼウスII カルネージハート（マーク・グラント）
- 戦国美少女絵巻 空を斬る!! 〜春風の章〜（オディウム）
- マクロス VF-X2（マンフレート・ブランド）

2000年
- アジト3（シルバーモズ）
- アンジェリーク トロワ（王立研究院主任エルンスト）
- CAPCOM VS. SNK MILLENNIUM FIGHT 2000（リュウ、殺意の波動に目覚めたリュウ）
- 建設重機喧嘩バトル ぶちギレ金剛!!（松葉山珠之丞）
- コスモウォーリアー零（ウォーリアス・ゼロ）
- 高機動幻想ガンパレード・マーチ（若宮康光）
- サモンナイト（ソル）
- サンライズ英雄譚R（アブドル）
- スーパーロボット大戦α（メッチェ・ルーベンス、B・W兵）
- NEUES（レカルシ・イルス）
- ペルソナ2 罰（南条圭）
- MARVEL VS. CAPCOM 2 NEW AGE OF HEROES（ハヤト、ナッシュ）
- 燃えろ!ジャスティス学園（ロベルト三浦）

2001年
- 犬夜叉（奈落）
- Apocripha/0（ジェイド＝ディヴィス）
- エヴァーグレイスII（フェルク）
- CAPCOM VS. SNK 2 MILLIONAIRE FIGHTING 2001（リュウ、殺意の波動に目覚めたリュウ）
- グローランサーIII（ヴィンセント・クロイツァー）
- スーパーロボット大戦α for Dreamcast（メッチェ・ルーベンス）
- スーパーロボット大戦α外伝（シャギア・フロスト）
- ストリートファイターZERO3↑（リュウ、ナッシュ）

2002年
- 犬夜叉〜戦国お伽合戦〜（奈落）
- 俺の下であがけ（吉岡啓一郎）
- 学園ヘヴン BOY'S LOVE SCRAMBLE!（中嶋英明）
- 神無ノ鳥（深町康哉）
- キン肉マンII世 正義超人への道（テリー・ザ・キッド、フォーク・ザ・ジャイアント）
- キン肉マンII世 新世代超人VS伝説超人（テリー・ザ・キッド）
- Shinobi（守恒）
- スーパーロボット大戦IMPACT（キョウスケ・ナンブ、月臣元一朗）
- スター・ウォーズ ギャラクティック・バトルグラウンド（オビ＝ワン・ケノービ）
- ソウルキャリバーII（御剣平四郎）
- 突撃!アーミーマン 史上最小の作戦（ホーク軍曹）
- RUNE〜ルーン〜（ハカイノカミ）
- RAVEシリーズ（ゲイル・グローリー）
  - GROOVE ADVENTURE RAVE 〜未完の秘石〜
  - GROOVE ADVENTURE RAVE ファイティングライブ
  - GROOVE ADVENTURE RAVE 〜光と闇の大決戦〜
  - GROOVE ADVENTURE RAVE 〜光と闇の大決戦2〜

2003年
- 犬夜叉 〜奈落の罠! 迷いの森の招待状〜（奈落）
- アンジェリーク エトワール（聖獣の鋼の守護聖エルンスト）
- 頭文字D Special Stage（二宮大輝）
- SNK VS. CAPCOM SVC CHAOS（リュウ）
- オペレーターズサイド（武藤警備員）
- Kunoichi -忍-（ジョー・武蔵）
- テイルズ オブ シンフォニア（ユアン）
- トゥームレイダー美しき逃亡者（カーティス・トレント）
- 薔薇ノ木ニ薔薇ノ花咲ク（水川抱月）
- ONE PIECE グランドバトル! 3（エネル）

2004年
- 犬夜叉 〜呪詛の仮面〜（奈落）
- ヴァンパイアパニック（ラスティ）
- 学園ヘヴン BOY'S LOVE SCRAMBLE! Type B（中嶋英明）
- CAPCOM FIGHTING Jam（リュウ、ハウザー）
- キン肉マン ジェネレーションズ（テリー・ザ・キッド、ヒカルド サブミッションアーティスト、ヒカルド ロードオブダークネス）
- 金色のガッシュベル!! 友情タッグバトル フルパワー（ワイズマン）
- スーパーロボット大戦MX（2004 - 2005年、年月臣元一朗） - 2作品
- デジモンバトルクロニクル（ベリアルヴァンデモン）
- 天誅 紅（すけこましの乱造）
- ベルセルク 千年帝国の鷹篇 聖魔戦記の章（グリフィス）
- マグナカルタ（アグレイアン・ジェイ・オーウェン、青年ヒューゴ）
- ONE PIECE ランドランド!（エネル、はっちゃん）

2005年
- 犬夜叉 奥義乱舞（奈落）
- Another Century's Episode（月臣元一郎）
- 学園ヘヴン おかわりっ!（中嶋英明）
- キングダム ハーツII（セフィロス）
- SHUFFLE! ON THE STAGE（魔王〈フォーベシィ〉）
- 新世紀勇者大戦
- GAME S.S.D.S.〜刹那の英雄〜（ミヒャエル・シューマイヤー）
- スター・ウォーズ エピソード3/シスの復讐（オビ＝ワン・ケノービ）
- ソウルキャリバーIII（御剣平四郎）
- NAMCO x CAPCOM（リュウ、殺意の波動に目覚めたリュウ、御剣平四郎）
- NARUTO -ナルト- 激闘忍者大戦!4（君麻呂）
- NARUTO -ナルト- ナルティメットヒーロー3（君麻呂）
- 花町物語（東條巽）
- ファンタスティックフォーチュン2☆☆☆（ヨハン＝ハーシェル）
- FRONT MISSION5 Scars of the War（ウォルター・フェン）
- 幽☆遊☆白書FOREVER（死々若丸）
- ONE PIECE グラバト! RUSH（エネル、はっちゃん）
- ONE PIECE パイレーツカーニバル（エネル）
- Fighting For ONE PIECE（エネル）

2006年
- Another Century's Episode2（月臣元一郎）
- ガンパレード・オーケストラ 青の章 〜光の海から手紙を送ります〜（若宮康光）
- 今日からマ王! おれさまクエスト（ウェラー卿コンラート）
- 今日からマ王! はじマりの旅（ウェラー卿コンラート）
- キン肉マン マッスルジェネレーションズ（テリー・ザ・キッド、ヒカルド サブミッション、ヒカルド ダークネス）
- キン肉マン マッスルグランプリMAX（テリー・ザ・キッド）
- 戦国BASARA2（片倉小十郎）
- そしてこの宇宙にきらめく君の詩（エディオス）
- テイルズ オブ ファンタジア -フルボイスエディション-（ダオス）
- ときめきメモリアル Girl's Side 2nd Kiss（若王子貴文）
- BLOOD+ 双翼のバトル輪舞曲（アレクセイ・ロマノフ）
- ブレイブストーリー 〜新たなる旅人〜（キ・キーマ）
- ブレイブストーリー 〜ワタルの冒険〜（キ・キーマ）
- 水の旋律2 〜緋の記憶〜（安曇康秀）
- Lamento -BEYOND THE VOID-（ライ）
- ふたりはプリキュア Splash Star パンパカゲームでぜっこうちょう!（ゴーヤーン）

2007年
- Another Century's Episode3（月臣元一郎、シャギア・フロスト）
- 頭文字D ARCADE STAGE 4（二宮大輝）
- 俺の下でAGAKE（吉岡啓一郎）
- 今日からマ王! 眞マ国の休日（ウェラー卿コンラート）
- キン肉マン マッスルグランプリ2（テリー・ザ・キッド）
- クライシス コア ファイナルファンタジーVII（セフィロス）
- 少年陰陽師 翼よいま、天へ還れ（青龍）
- スーパーロボット大戦OG シリーズ（2007年 - 2016年、キョウスケ・ナンブ） - 5作品
- セイント・ビースト 〜螺旋の章〜（青龍のゴウ）
- 戦国BASARA2 英雄外伝（片倉小十郎）
- そしてこの宇宙にきらめく君の詩XXX（エディオス）
- テイルズ オブ ファンダム Vol.2（ユアン）
- とらぶるふぉうちゅんCOMPANY☆はぴCURE（本庄太一郎）
- NARUTO -ナルト- 疾風伝 ナルティメットアクセル（君麻呂）
- NARUTO -ナルト- 疾風伝 ナルティメットアクセル2（君麻呂）
- BLEACH 〜ヒート・ザ・ソウル4〜（東仙要）
- THE BATTLE OF 幽☆遊☆白書 〜死闘! 暗黒武術会〜 120%（死々若丸）
- ONE PIECE アンリミテッドアドベンチャー（エネル）
- ONE PIECE ギアスピリット（エネル）

2008年
- 赤い糸 DS（コータ）
- 機動戦士ガンダム ガンダムVS.ガンダム（シャギア・フロスト）
- キラル盛（ライ）
- キン肉マン マッスルグランプリ2 特盛（テリー・ザ・キッド）
- スーパーロボット大戦A PORTABLE（月臣元一朗）
- スーパーロボット大戦Z（シャギア・フロスト、頭翅）
- ソウルキャリバーIV（御剣平四郎、ラファエルの手下）
- ディシディア ファイナルファンタジー（セフィロス）
- テイルズ オブ シンフォニア -ラタトスクの騎士-（ユアン・カーフェイ）
- テイルズ オブ ヴェスペリア（時を駆ける男）
- ときめきメモリアル Girl's Side 2nd Season（若王子貴文）
- バイオショック（アトラス / フランク・フォンテイン）
- BLEACH 〜ヒート・ザ・ソウル5〜（東仙要）
- ペンギンの問題 最強ペンギン伝説!（小林ジョニー）
- 僕は君と恋に落ちる（神谷将吾）
- ライフウィズアイドル（和泉毅郎）
- ONE PIECE アンリミテッドクルーズ エピソード1 -波に揺れる秘宝-（エネル）

2009年
- アサシン クリード II（レオナルド・ダ・ヴィンチ）
- S.Y.K 〜新説西遊記〜（顕聖二郎真君）
- 機動戦士ガンダム ガンダムVS.ガンダムNEXT（シャギア・フロスト）
- 戦国BASARA バトルヒーローズ（片倉小十郎）
- ソウルキャリバー Broken Destiny（御剣平四郎）
- ディシディア ファイナルファンタジー ユニバーサルチューニング（セフィロス）
- テイルズ オブ ザ ワールド レディアント マイソロジー2（ダオス）
- テイルズ オブ バーサス（ダオス）
- デス・コネクション（ルチアーノ）
- NARUTO -ナルト- ナルティメットストーム（君麻呂）
- NARUTO -ナルト- 疾風伝 ナルティメットアクセル3（四代目火影・波風ミナト）
- 花陰 -堕ちた蜜華-（東條巽）
- Bloody Call（ジン）
- 無限航路（青年ユーリ）
- ONE PIECE ワンピーベリーマッチ（エネル）

2010年
- アサシン クリード ブラザーフッド（レオナルド・ダ・ヴィンチ）
- Another Century's Episode:R（キョウスケ・ナンブ、頭翅）
- アルトネリコ3 世界終焉の引鉄は少女の詩が弾く（光五条）
- 維新恋華 龍馬外伝（坂本龍馬）
- S.Y.K 〜蓮咲伝〜（顕聖二郎真君）
- S.Y.K 〜新説西遊記〜 Portable（顕聖二郎真君）
- がーるず☆パラダイス〜逆ハーレム編集部〜（橘龍之介）
- 機動戦士ガンダム エクストリームバーサス（2010年 - 2016年、シャギア・フロスト） - 5作品
- キングダム ハーツ バース バイ スリープ（プリンス）
- 三国恋戦記〜オトメの兵法!〜（孟徳）
- 戦国BASARA3（片倉小十郎）
- 戦国華咲く恋の陣（織田信長）
- TATSUNOKO VS. CAPCOM ULTIMATE ALL-STARS（テッカマンブレード）
- テイルズ オブ ファンタジア なりきりダンジョンX（ダオス）
- ドラゴンネスト（ジェレイント）
- NARUTO -ナルト- 疾風伝 ナルティメットストーム2（四代目火影・波風ミナト）
- NARUTO -ナルト- 疾風伝 激闘忍者大戦!SPECIAL（四代目火影・波風ミナト）
- 華恋vサムライ×騎士（相馬上総）
- Halo:Reach（Noble1 カーター）
- 雅恋 〜MIYAKO〜（葦屋道満）
- ラストソングを君に（榊宗一郎）
- ONE PIECE ギガントバトル!（エネル、はっちゃん）

2011年
- Are you Alice?（白の騎士）
- アンジェリーク 魔恋の六騎士（カイン）
- 英雄伝説 碧の軌跡（アリオス・マクレイン）
- S.Y.K 〜蓮咲伝〜 Portable（顕聖二郎真君）
- 戦国BASARA クロニクルヒーローズ（片倉小十郎）
- 戦国BASARA3 宴（片倉小十郎）
- ディシディア デュオデシム ファイナルファンタジー（セフィロス）
- テイルズ オブ ザ ワールド レディアント マイソロジー3（ダオス）
- デス・コネクション ポータブル（ルチアーノ）
- TOKYOヤマノテBOYS（殺人鬼〈来栖恭平〉）
- トリコ グルメサバイバル!（次郎）
- ドラゴンボールヒーローズ（2011年 - 2017年、ゴクア） - 5作品
- NARUTO -ナルト- 疾風伝 ナルティメットインパクト（四代目火影・波風ミナト）
- MARVEL VS. CAPCOM 3 Fate of Two Worlds（ダンテ）
  - ULTIMATE MARVEL VS. CAPCOM 3（ダンテ）

- マザーグースの秘密の館（ツェザーリ＝フリッチ）
- 雅恋 〜MIYAKO〜 月詠の夢（葦屋道満）
- ラブラブ天使様〜アンジェリーク〜（エルンスト・ノイマン）
- ONE PIECE ギガントバトル! 2 新世界（エネル、はっちゃん）
- ONE PIECE ワンピーベリーマッチIC（はっちゃん）

2012年
- 愛して飼い主（ダーリン）（奥村晄平）
- あなたがスマホでのぼせるアプリ（登別）
- アブナイ★恋の捜査室（小野瀬葵）
- unENDing Bloody Call（ジン）
- 英雄伝説 零の軌跡 Evolution（アリオス・マクレイン）
- エルクローネのアトリエ 〜Dear for Otomate〜（ヨハン）
- ガールズRPG シンデレライフ（速水真澄）
- 神さまと恋ゴコロ（神父様）
- 白華の檻 〜緋色の欠片4〜（幻灯火）
- 葬除屋XLORD（北条鷹忠）
- ソウルキャリバーV（御剣平四郎）
- トリコ グルメサバイバル!2（次郎）
- トリコ グルメモンスターズ!（次郎）
- NARUTO -ナルト- 疾風伝 ナルティメットストームジェネレーション（四代目火影・波風ミナト、君麻呂）
- バイオハザード オペレーション・ラクーンシティ（レオン・S・ケネディ）
- 百鬼夜行〜怪談ロマンス〜（響乃武蔵）
- BLACK WOLVES SAGA -Bloody Nightmare-（アルル・V・フェルノア）
- BLACK WOLVES SAGA -Last Hope-（アルル・V・フェルノア）
- PROJECT X ZONE（ダンテ）
- ペルソナ2 罰 ETERNAL PUNISHMENT（南条圭）
- 雅恋 〜MIYAKO〜 あわゆきのうたげ（葦屋道満）
- 萌えガチャ男子（真山恭一郎）
- 闇からのいざない TENEBRAE I（犬上征爾）
- 龍が如く5 夢、叶えし者（品田辰雄）
- 恋愛番長2 MidnightLesson!!!（ホスト番長）
- ROBOTICS;NOTES（君島コウ）
- ワンピース 海賊無双（2012年 - 2015年、エネル、はっちゃん） - 3作品
- ワンピース ROMANCE DAWN 冒険の夜明け（はっちゃん）

2013年
- アブ恋手帳 in 捜査室 〜小野瀬葵編〜（小野瀬葵）
- O*G*A 鬼ごっこロワイアル ハンターは孤島で恋をする（鬼城大地）
- 神々の悪戯（トト・カドゥケウス）
- キングダム ハーツ HD 1.5 リミックス（セフィロス）
- ゴッドイーター2（ギルバート・マクレイン）
- 5人の恋プリンス〜ヒミツの契約結婚〜（神崎尊）
- 三国恋戦記〜オトメの兵法!〜 思いでがえし（孟徳）
- ジョジョの奇妙な冒険 オールスターバトル（ディアボロ）
- 白華の檻 〜緋色の欠片4〜 四季の詩（幻灯火）
- 獣電戦隊キョウリュウジャーゲームでガブリンチョ!!（賢神トリン）
- スーパー戦隊バトル ダイスオーDX（キョウリュウシルバー）
- 大正鬼譚（栗原千秋）
- テイルズ オブ シンフォニア ユニゾナントパック（ユアン）
- 天部衆に癒されボイス参〜四天王編（広目天）
- トリコ グルメガバトル!（次郎）
- トリコ アルティメットサバイバル（次郎）
- ドットカレシ-We're 8bit Lovers!- III 〜やみのはなよめ〜（あんこくきし）
- NARUTO -ナルト- 疾風伝 ナルティメットストーム3（四代目火影・波風ミナト、君麻呂）
- 忍者アームズ
- バイオハザード6 Special Package（レオン・S・ケネディ）
- はつカレッ☆恋愛デビュー宣言!（狩矢祐嗣）
- 百物語〜怪談ロマンス〜（響乃武蔵）
- ボーイフレンド（仮）（真山恭一郎）
- 明治東亰恋伽（チャーリー）
- 嫁コレ（荻野邦治、神崎尊、土方歳三）
- LORD of VERMILION III（ヴォルフ）
- ONE PIECE アンリミテッドワールド レッド（エネル）

2014年
- あかやあかしやあやかしの（椿夜市）
- inFAMOUS Second Son（レジー・ロウ）
- ウォッチドッグス（エイデン・ピアース）
- 英雄伝説 碧の軌跡 Evolution（アリオス・マクレイン）
- グランブルーファンタジー（2014年 - 2024年、セルエル、オサム、リベラ〈2代目〉）
- 白猫プロジェクト（2014年 - 2018年、ベンジャミン・フルード、ロイド・イングラム、ディートリヒ）
- 聖戦ケルベロス（ダーインスレイブ）
- 戦国大戦（太田道灌、織田信定、今川義元、朝倉教景、島津忠良、織田信長 他）
- 戦国BASARA4（片倉小十郎）
- 爽海バッカニアーズ!（レナード＝フォン＝バークレイ）
- 大正鬼譚〜言ノ葉櫻〜（栗原千秋）
- ただいま、戦国武将さま！（織田信長）
- テイルズ オブ ザ ワールド レーヴ ユナイティア（ダオス）
- ドウセイカレシシリーズ Butterfly Rouge（瀬名恭平）
- 特別捜査密着24時（桐沢洋）※1位特典ストーリー
- ナナイロプロダクション（夏目泰雅）
- NARUTO -ナルト- 疾風伝 ナルティメットストームレボリューション（四代目火影・波風ミナト）
- 幕末Rock（土方歳三）
- 幕末Rock 超魂（土方歳三）
- はじめの一歩（ヴォルグ・ザンギエフ）
- BioShock Infinite（アトラス / フランク・フォンテイン） - DLC
- ハンターヒーロー -HUNTER HERO-（ジーク）
- ヒーローバンク2（氷室冬鬼）
- レゴ ムービー ザ・ゲーム（エメット、スーパーマン 他）
- ONE PIECE 超グランドバトル! X（エネル）
- ONE PIECE ワンピースキングス（はっちゃん、エネル）

2015年
- アブナイ恋の捜査室 〜Eternal Happiness〜（小野瀬葵）
- オルタンシア・サーガ -蒼の騎士団-（ジム、アデル）
- 学園ヘヴン BOY’S LOVE SCRAMBLE！（中嶋英明）
- 神々の悪戯 InFinite（トト・カドゥケウス）
- キングダム -英雄の系譜-（李牧）
- クイズRPG 魔法使いと黒猫のウィズ（ディートリヒ・ベルク / テオドリク・ハイリヒベルク）
- ゴッドイーター2 レイジバースト（ギルバート・マクレイン）
- 5人の恋プリンス 〜ヒミツの契約結婚〜（神崎尊）
- The Order:1886（ガラハッド卿）
- ジョジョの奇妙な冒険 アイズオブヘブン（ディアボロ）
- スーパーロボット大戦BX（月臣元一朗）
- セブンナイツ（地獄の君主 クリス）
- 戦国BASARA4 皇（片倉小十郎）
- DIABOLIK LOVERS DARK FATE（月浪カルラ）
- デビル メイ クライ 4 スペシャルエディション（ダンテ）PS4/Xbox One/PC
- 東亰ザナドゥ（佐伯吾郎）
- BLEACH Brave Souls（東仙要）
- PROJECT X ZONE 2：BRAVE NEW WORLD（レオン・S・ケネディ、ダンテ、ブラック・ハヤト）
- 魔王さま 大逆転！【マギャク！】（魔王さま　男）
- 明治東亰恋伽 トワヰライト・キス（チャーリー）
- LINE ブラウンファーム（ムーン）
- ワールド エンド エクリプス（ジオルート）

2016年
- 一血卍傑-ONLINE-（マサカド）
- SA7 SILENT ABILITY SEVEN（ユリウス・ミュラー）
- エルダー・スクロールズ・オンライン（クログ・グロー・オルシニウム）
- 鏡界の白雪（王崎眞記）
- キングダム ハーツ アンチェインド キー（セフィロス）
- サモンナイト6 失われた境界たち（ハヤト）
- 戦国BASARA 真田幸村伝（片倉小十郎）
- ダウト〜嘘つきオトコは誰?〜（室井國雄）
- テイルズ オブ ベルセリア（アイゼン）
- DIABOLIK LOVERS LUNATIC PARADE（月浪カルラ）
- 東亰ザナドゥ eX+（佐伯吾郎）
- NARUTO -ナルト- 疾風伝 ナルティメットストーム4（波風ミナト、君麻呂）
- 灰鷹のサイケデリカ（オルガ）
- 果つることなき未来ヨリ（サイラス・ヴィスラ）
- ブレス オブ ファイア6 白竜の守護者たち（クラウス）
- マクロスΔスクランブル（アラド・メルダース）
- 明治東亰恋枷 Full Moon（チャーリー）
- モンスターストライク（2016年 - 2023年、死々若丸、李牧）

2017年
- 蒼き革命のヴァルキュリア（ゴドー・ヴィルフォルト）
- 仁王（服部半蔵）
- DIABOLIK LOVERS LOST EDEN（月浪カルラ）
- 天下統一恋の乱Love Ballad（猿飛佐助）
- 戦刻ナイトブラッド（織田信長）
- ザ・ロストチャイルド（サマエル）
- テイルズ オブ ザ レイズ（2017年 - 2022年、ダオス / ダオス ファイナルフォーム、ユアン・カーフェイ、アイゼン）
- 吉原彼岸花 久遠の契り（桜華屋時雨）
- スーパーロボット大戦X-Ω（キョウスケ・ナンブ）
- ファイアーエムブレム ヒーローズ（2017年 - 2024年、シグルド）
- いただきストリート ドラゴンクエスト&ファイナルファンタジー 30th ANNIVERSARY（セフィロス）
- 真・女神転生 DEEP STRANGE JOURNEY（マンセマット）
- 歌マクロス スマホDeカルチャー（アラド・メルダース）
- 東京放課後サモナーズ（トリトン）
- クレヨンしんちゃん 激アツ! おでんわ〜るど大コン乱!（野原ひろし）

2018年
- ディシディア ファイナルファンタジー NT（セフィロス）
- 銀魂乱舞（佐々木異三郎）
- 北斗が如く（レイ）
- LINE リトルナイツ（ムーン）
- スーパーロボット大戦X（アルフリード・ガラント）
- ドラガリアロスト（アルべリウス）
- フルメタル・パニック！ 戦うフー・デアーズ・ウィンズ（林水敦信）
- 夢王国と眠れる100人の王子様（フレイグ ）
- グランドサマナーズ（ボロス）
- 妖怪ウォッチ ぷにぷに（2018年 - 2025年、洞潔、ベルリオン、セフィロス、羽田秀吉、奈落、パウロ）
- サファイア・スフィア 〜蒼き境界〜（黒鴉）
- 幽☆遊☆白書 100%本気バトル（死々若丸）
- ブラッククローバー カルテットナイツ（ユリウス・ノヴァクロノ）
- 機動戦士ガンダム エクストリームバーサス2（2018年 - 2025年、シャギア・フロスト） - 4作品

2019年
- クリスタル オブ リユニオン（ダ・ヴィンチ）
- バイオハザード RE:2（レオン・S・ケネディ）
- LINE ブラウンストーリーズ（ムーン）
- 蛇香のライラ 〜Allure of MUSK〜（ライザール・シャナーサ）
- デビルメイクライ5（ダンテ）
- DIABOLIK LOVERS CHAOS LINEAGE（カルラ）
- スーパードラゴンボールヒーローズ ワールドミッション（ゴクア）
- ラングリッサーモバイル（ボーゼル）
- 永遠の七日（ウル）
- スターオーシャン:アナムネシス（ダオス）
- 妖怪ウォッチ4 ぼくらは同じ空を見上げている / 4++（洞潔 / 島之内厳流、女郎蜘蛛に捕らわれたイケメン達）
- 戦国BASARA バトルパーティー（片倉小十郎）
- イケメン源氏伝 あやかし恋えにし（鞍馬）
- スーパーロボット大戦DD（2019年 - 2024年、キョウスケ・ナンブ）
- ドラガリアロスト（2019年 - 2021年、プルートー、アルベリウス）
- とある魔術の禁書目録 幻想収束（フィアンマ）
- ジョジョのピタパタポップ（吉良吉影 / 川尻浩作）
- 魔法使いの約束（フィガロ）
- ポケモンマスターズ / EX（2019年 - 2024年、ワタル）
- ガンダムネットワーク大戦（ワッケイン）
- 禍つヴァールハイト（イグナーツ）
- ブラウンダスト（カイアン）

2020年
- ローリングスフィア（ルクバト）
- 刀剣乱舞 ONLINE（2020年 - 2024年、鬼丸国綱）
- 仁王2（服部半蔵）
- ファイナルファンタジーVII リメイク（セフィロス）
- 凍京NECRO〈トウキョウ・ネクロ〉 SUICIDE MISSION（ニンジャスレイヤー / フジキド・ケンジ）
- エリオスライジングヒーローズ（ジェイ・キッドマン）
- ジョジョの奇妙な冒険 ラストサバイバー（2020年 - 2023年、吉良吉影 / 川尻浩作）
- 英雄伝説 創の軌跡（アリオス・マクレイン）
- 文豪とアルケミスト（ドストエフスキー）
- Shadowverse（カオスルーラー・アイシィレンドリング）
- 共闘ことばRPG コトダマン（死々若丸）
- 真・女神転生III NOCTURNE HD REMASTER（ダンテ） - DLC追加キャラクター
- ONE PUNCH MAN 一撃マジファイト（ボロス）
- うたわれるもの ロストフラグ（ディー）
- シャドウバース チャンピオンズバトル（レオン・オーランシュ）
- セブンナイツ〜時空の旅人〜（クリス）
- Fate/Grand Order（2020年 - 2024年、蘆屋道満）
- サクラ革命 〜華咲く乙女たち〜（吉良時実）
- 大乱闘スマッシュブラザーズ SPECIAL（セフィロス） - DLC追加キャラクター
- キングダム セブンフラッグス （李牧）
- 食物語（徳州パージー）
- ONE PIECE バウンティラッシュ（エネル）

2021年
- サンクタス戦記-GYEE-（レイジアン）
- テラクラシック（セリオン）
- バディミッション BOND（モクマ）
- シャイニングニキ（マーキュリー）
- LoverPretend（浅木詠一郎）
- 無職転生 〜ゲームになっても本気だす〜（パウロ・グレイラット）
- はじめの一歩 FIGHTING SOULS（ヴォルグ・ザンギエフ）
- PUBG MOBILE（ボイスカードA・B）
- 白夜極光（ヒドライ、ジョラ）
- クレヨンしんちゃん 「オラと博士の夏休み」〜おわらない七日間の旅〜（野原ひろし）
- Re;quartz零度（リオネル）
- テイルズ オブ アライズ（アイゼン）
- 恋愛戦国ロマネスク 〜影武者姫は運命をあやなす〜（武田信玄）
- 光と夜の恋（エヴァン）
- 鬼滅の刃 ヒノカミ血風譚（産屋敷耀哉）
- スーパーロボット大戦30（デューク / デュークファイヤー、キョウスケ・ナンブ）
- ラグナドール 妖しき皇帝と終焉の夜叉姫（白虎）
- 真・女神転生V（アオガミ）
- 機動戦隊アイアンサーガ（Dボウイ）

2022年
- レゴ スター・ウォーズ：スカイウォーカー・サーガ（オビ＝ワン・ケノービ）
- マフィア42（警察）
- ジョジョの奇妙な冒険 オールスターバトルR（吉良吉影 / 川尻浩作）
- MARVEL SNAP（アイアンマン）
- タクティクスオウガ リボーン（フィクス・トリシュトラム・ゼノビア）
- クライシス コア -ファイナルファンタジーVII- リユニオン（セフィロス）
- パズル&ドラゴンズ（吉良吉影）
- Fit Boxing 2 -リズム&エクササイズ-（レオ）
- カバラの伝説（アンスリウム）
- Tower of Fantasy（幻塔）（サーガ）
- 聖闘士星矢 ライジングコスモ（冥王・ハーデス）
- メイドインアビス 闇を目指した連星（ボンドルド）
- ミシックヒーローズ（ハデス）
- 三国極戦（曹操）
- ラストクラウディア（ベルザール）

2023年
- ファイアーエムブレム エンゲージ（シグルド）
- バイオハザード RE:4（レオン・S・ケネディ）
- 結合男子（天空王九慈）
- サンクタス戦記-GYEE-（レイジアン）
- ファイナルファンタジーVII エバークライシス（セフィロス）
- NARUTO X BORUTO ナルティメットストームコネクションズ（君麻呂、波風ミナト）
- ７人の賢者と錬金術師（ボンドルド）
- ドラゴンポーカー（ボンドルド）
- ドラゴンクエスト チャンピオンズ（カンダタ）

2024年
- クレヨンしんちゃん 「炭の町のシロ」（ひろし）
- 鳴潮（カカロ）
- ファイナルファンタジーVII リバース（セフィロス）
- 真・女神転生V Vengeance（アオガミ）
- 岩倉アリア（岩倉周）
- REYNATIS/レナティス（真壁蒼空）
- トライブナイン（一ノ瀬一馬）
- カイジ外伝：激熱の街（利根川幸雄）
- 転生したらスライムだった件 テンペストストーリーズ（アンゲルス）
- 七つの大罪 光と闇の交戦（ベルリオン）
- 三國志8 REMAKE（劉備）
- ドラゴンクエストIII そして伝説へ…（HD-2D版）（カンダタ）
- メガトン級ムサシW（兜甲児）
- 箱庭開拓 ハムスターと太陽の里
- #コンパス 戦闘摂理解析システム（ボンドルド）
- レゾナンス：無限号列車（ダスティン）

2025年
- 逆転オセロニア（サイラス）
- BLEACH Rebirth of Souls（東仙要、黒崎一心、ギュウポーク）

- AFK：ジャーニー（インドラ）
- セガNET麻雀 MJ（悪魔将軍）
- リバース:1999（エル・アレフ、マーリン、イデアリスタ、レオナルド・ダ・ヴィンチ）
- The First Berserker: Khaza（カザン）
- キングダム頂天（李牧）
- シルバー・アンド・ブラッド（彼岸の羅針）
- 鬼滅の刃 ヒノカミ血風譚2（産屋敷耀哉）
- 新月同行（キセイ）

### 吹き替え

#### 担当俳優
アダム・サンドラー
- アダム・サンドラーはビリー・マジソン一日一善（ビリー・マジソン）
- アンカット・ダイヤモンド（ハワード・ラトナー）
- ウィーク・オブ・ウェディング（ケニー・ラスティグ）
- ウェディング・シンガー（ロビー・ハート）※機内上映版
- エージェント・ゾーハン（ゾーハン）
- 俺は飛ばし屋/プロゴルファー・ギル（ハッピー・ギルモア）
- 靴職人と魔法のミシン（マックス・シムキン）
- 50回目のファースト・キス（ヘンリー・ロス）
- サンディ・ウェクスラー（サンディ・ウェクスラー）
- スパングリッシュ 太陽の国から来たママのこと（ジョン・ラスキー）
- ダーティ・ボーイズ（アーチー・モーゼズ）
- ドゥ・オーバー: もしも生まれ変わったら（マックス・ケスラー）
- N.Y.式ハッピー・セラピー（デイヴ・バズニック）
- パンチドランク・ラブ（バリー・イーガン）
- ビッグ・ダディ（ソニー・コウファックス）
- ヒュービーのハロウィーン（ヒュービー）
- ベッドタイム・ストーリー（スキーター・ブロンソン）
- マーダー・ミステリー（ニック・スピッツ）
- マイヤーウィッツ家の人々 (改訂版)（ダニー・マイヤーウィッツ）
- Mr.ディーズ（ロングフェロー・ディーズ）
- もしも昨日が選べたら（マイケル・ニューマン）
- リディキュラス・シックス（トム・ストックバーグ）
- ロンゲスト・ヤード（ポール・クルー）

イ・ジョンジェ
- 暗殺（ヨム・ソクチン）
- オー!ブラザーズ（オ・サンウ）
- ただ悪より救いたまえ（レイ）
- ラスト・プレゼント（ヨンギ）

ウィル・スミス
- インデペンデンス・デイ（スティーブン・ヒーラー）※機内上映版
- メイド・イン・アメリカ（ティー・ケーキ・ウォルターズ）
- ワイルド・ワイルド・ウエスト（ジェームス・T・ウエスト）※ソフト版

エリック・バナ
- クローズド・サーキット（マーティン・ローズ）
- ブーリン家の姉妹（ヘンリー8世）※VOD版
- ミュンヘン（アヴナー・カウフマン）

オーウェン・ウィルソン
- インターンシップ（ニック・キャンベル）
- ウェディング・クラッシャーズ（ジョン・ベックウィズ）
- 80デイズ（ウィルバー・ライト）※テレビ東京版
- カールの絵画教室（カール・ナグール）
- クーデター（ジャック・ドワイヤー）
- シャンハイ・ヌーン（ロイ・オバノン）※ソフト版
- ズーランダーシリーズ（ハンセル・マクドナルド）
  - ズーランダー
  - ズーランダー NO.2

- ナイト ミュージアムシリーズ（ジェデダイア・スミス）
  - ナイト ミュージアム
  - ナイト ミュージアム2
  - ナイト ミュージアム/エジプト王の秘密

- ビッグ・ボーイズ しあわせの鳥を探して（ケニー・ボスティック）
- マーリー 世界一おバカな犬が教えてくれたこと（ジョン・グローガン）
- マリー・ミー（チャーリー・ギルバート）
- ミッドナイト・イン・パリ（ギル・ペンダー）
- ワンダー 君は太陽（ネート・プルマン）

キアヌ・リーブス（本人公認）
- いつかはマイ・ベイビー（本人役）
- イルマーレ（アレックス・ワイラー）
- エクスポーズ 暗闇の迷宮（スコッティ・ガルバン）
- SPF-18（本人役）
- おとなの恋は、まわり道（フランク）
- 心のカルテ（ウィリアム・ベッカム先生）
- コンスタンティン（ジョン・コンスタンティン） ※テレビ朝日版
- ザ・ウォッチャー（デヴィッド・アレン・グリフィン）※ソフト版
- 砂上の法廷（リチャード・ラムゼイ）
- サムサッカー 17歳、普通に心配な僕の未来（ペリー・ライマン）
- サイバーパンク2077（ジョニー・シルヴァーハンド）
- シークレット・レベル（パイロット）
- ジョン・ウィックシリーズ（ジョン・ウィック）
  - ジョン・ウィック
  - ジョン・ウィック:チャプター2
  - ジョン・ウィック:パラベラム
  - ジョン・ウィック:コンセクエンス

- スウィート・ノベンバー（ネルソン・モス）
- スポンジ・ボブ: スポンジ・オン・ザ・ラン（セージ）
- ソニック×シャドウ TOKYO MISSION（シャドウ）
- チェーン・リアクション（エディ・カサリヴィッチ）※テレビ朝日版
- 地球が静止する日（クラトゥ）
- トイ・ストーリー4（デューク・カブーン）
- ノック・ノック（エヴァン）
- ビトウィーン・トゥ・ファーンズ: ザ・ムービー（本人役）
- ビルとテッドの時空旅行 音楽で世界を救え!（テッド）
- フェイク・クライム（ヘンリー・トーン）
- フェイク シティ ある男のルール（トム・ラドロー）
- 47RONIN（カイ）
- ブルー・ダイヤモンド（ルーカス）
- マッドタウン（ドリーム）
- マトリックスシリーズ（トーマス・アンダーソン / ネオ）※フジテレビ版
  - マトリックス
  - マトリックス リローデッド
  - マトリックス レボリューションズ

- リプレイスメント（シェイン・ファルコ）
- レプリカズ（ウィリアム・フォスター）

クリス・オドネル
- NCIS:LA 〜極秘潜入捜査班（G・カレン）
  - HAWAII FIVE-0（G・カレン）

- クッキー・フォーチュン（ジェイソン・ブラウン）
- 三銃士（ダルタニアン）※テレビ朝日版
- バットマン & ロビン Mr.フリーズの逆襲（ディック・グレイソン / ロビン）※テレビ朝日版
- プロポーズ（ジミー・シャノン）※テレビ朝日版
- マッド・ラブ（マット・リーランド）
- ラブ・アンド・ウォー（アーネスト・ヘミングウェイ）

コリン・ファレル
- アメリカン・アウトロー（ジェシー・ジェイムス）※ソフト版
- アルテミスと妖精の身代金（アルテミス・ファウル・シニア）
- 13人の命（ジョン・ヴォランセン）
- S.W.A.T.（ジム・ストリート）※ソフト版
- トータル・リコール（ダグラス・クエイド）
- Dr.パルナサスの鏡（鏡の向こうのトニー#3）
- リクルート（ジェイムズ・クレイトン）

ジェームズ・ダーシー
- ゲルニカ（ヘンリー）
- サバイバー（アンダーソン警部）
- Dot the i ドット・ジ・アイ（バーナビー・F・カスピアン）
- レオナルド 〜知られざる天才の肖像〜（ルドヴィゴ）

ジュード・ロウ
- キャプテン・マーベル（ヨン・ロッグ / スターフォースの司令官）
  - マーベルズ

- コールド マウンテン（インマン）※ソフト版
- サイド・エフェクト（ジョナサン・バンクス博士）
- シャーロック・ホームズシリーズ（ジョン・H・ワトソン）
  - シャーロック・ホームズ
  - シャーロック・ホームズ シャドウ ゲーム

- SPY/スパイ（ブラッドリー・ファイン）
- スルース（マイロ・ティンドル）
- Dr.パルナサスの鏡（鏡の向こうのトニー#2）
- ドム・ヘミングウェイ（ドム・ヘミングウェイ）
- ピーター・パン&ウェンディ（フック船長）
- ファンタスティック・ビーストシリーズ（アルバス・ダンブルドア）
  - ファンタスティック・ビーストと黒い魔法使いの誕生
  - ファンタスティック・ビーストとダンブルドアの秘密

- ヤング・ポープ 美しき異端児（ピウス13世 / レニー・ベラルド）
  - ニュー・ポープ 悩める新教皇

- レポゼッション・メン（レミー）

ジョエル・マクヘイル
- スパイキッズ4D:ワールドタイム・ミッション（ウィルバー・ウィルソン）
- NY心霊捜査官（バトラー）
- ランニング・ワイルド WITH ベア・グリルス #7（本人）

ジョシュ・ハートネット
- オッペンハイマー（アーネスト・ローレンス）
- 30デイズ・ナイト（エバン・オルソン）
- シャンプー台のむこうに（ブライアン・アレン）
- シン・シティ（ザ・マン）
- フォルテ（トム・ストダード）
- ブラック・ダリア（バッキー・ブライカート）
- BUNRAKU（流れ者）
- ライフ・ドア 黄昏のウォール街（トム・スターリング）

ジョセフ・ファインズ
- DUST ダスト（イライジャ）
- フラッシュフォワード（マーク・ベンフォード）
- ヴェニスの商人（バッサーニオ）

ジョニー・デップ
- ショコラ（ルー）※機内上映版
- Dr.パルナサスの鏡（鏡の向こうのトニー#1）
- ニック・オブ・タイム（ジョージ・ワトソン）
- ブルーオアシスII 3D（ナレーション）
- ブロウ（ジョージ・ユング）

ジョニー・リー・ミラー
- トレインスポッティング（シック・ボーイ）
  - T2 トレインスポッティング

- マーズ（レザ）

スティーヴン・グレアム
- ヴェノム:レット・ゼア・ビー・カーネイジ（パトリック・マリガン刑事）
  - ヴェノム:ザ・ラストダンス

- ボイリング・ポイント/沸騰（アンディ・ジョーンズ）

チェン・クン
- ドラゴンゲート 空飛ぶ剣と幻の秘宝（ユー・ホアティエン / フォン）
- 魔界戦記 雪の精と闇のクリスタル（鍾馗）
- 妖魔伝 レザレクション（フオ・シン）
- ライズ・オブ・シードラゴン 謎の鉄の爪（ワン・ポー）

チャン・チェン
- 愛の神、エロス（ハイン）
- グリーン・デスティニー（羅小虎）
- ブラッド・ブラザーズ -天堂口-（マーク）
- ブレイド・マスター（沈煉）

トム・クルーズ（本人公認）
- アイズ ワイド シャット（ウィリアム・ハーフォード）
- インタビュー・ウィズ・ヴァンパイア（レスタト）※BS10スターチャンネル版
- 宇宙戦争（レイ・フェリエ）
- オール・ユー・ニード・イズ・キル（ウィリアム・“ビル”・ケイジ少佐）
- 大いなる陰謀（ジャスパー・アーヴィング上院議員）
- オブリビオン（ジャック・ハーパー）
- コラテラル（ヴィンセント）
- ザ・マミー/呪われた砂漠の王女（ニック・モートン）
- 7月4日に生まれて（ロン・コーヴィック）※DVD版
- ジャック・リーチャーシリーズ（ジャック・リーチャー）
  - アウトロー
  - ジャック・リーチャー NEVER GO BACK

- トップガンシリーズ（ピート・ミッチェル / マーベリック）
  - トップガン ※テレビ東京版
  - トップガン マーヴェリック

- トロピック・サンダー/史上最低の作戦（レス・グロスマン）
- ナイト&デイ（ロイ・ミラー）※劇場公開版、テレビ朝日版
- NHKニュースおはよう日本（本人）※ボイスオーバー
  - 特集－トム・クルーズ （2009/3/19）
  - 特集－トム・クルーズさん 映画と日本への思い語る－（2011/12/14）

- バリー・シール/アメリカをはめた男（バリー・シール）
- Formula 1: 栄光のグランプリ（本人）
- ミッション:インポッシブルシリーズ（イーサン・ハント）
  - ミッション:インポッシブル ※テレビ朝日版
  - M:i-2 ※テレビ朝日版
  - M:i:III ※劇場公開版、フジテレビ版
  - ミッション:インポッシブル/ゴースト・プロトコル
  - ミッション:インポッシブル/ローグ・ネイション
  - ミッション:インポッシブル/フォールアウト
  - ミッション:インポッシブル/デッドレコニング PART ONE
  - ミッション:インポッシブル/ファイナル・レコニング

- ラスト サムライ（ネイサン・オールグレン）※ソフト版（ボイスオーバー）、テレビ朝日版
- ワルキューレ（クラウス・フォン・シュタウフェンベルク大佐）

ヒース・レジャー
- ケリー・ザ・ギャング（ネッド・ケリー）
- 恋のからさわぎ（パトリック・ヴェローナ）
- サハラに舞う羽根（ハリー・フェバーシャム）※ソフト版
- Dr.パルナサスの鏡（トニー・シェパード）
- ブラザーズ・グリム（ジェイコブ・グリム）
- ブロークバック・マウンテン（イニス・デル・マー）

ピーター・ディンクレイジ
- ゲーム・オブ・スローンズ（ティリオン・ラニスター）
- シラノ（シラノ・ド・ベルジュラック）
- パーフェクト・ケア（ローマン）
- ビトウィーン・トゥ・ファーンズ: ザ・ムービー（本人役）
- マンガー・ブラザーズ（ジェイディ・マンガー）

ブラッド・ピット
- ザ・メキシカン（ジェリー・ウェルバック）※テレビ朝日版
- スナッチ（ミッキー・オニール）※デラックス・エディション新録版
- スパイ・ゲーム（トム・ビショップ）※テレビ東京版
- セブン（デイヴィッド・ミルズ刑事）※テレビ朝日版
- デビル（フランシス・“フランキー”・オースティン・マックイア / ローリー・デヴァンニー）※日本テレビ版・テレビ朝日版
- バーン・アフター・リーディング（チャド・フェルドハイマー）
- ブラッド・ピットの君にメロメロ（エリオット・ファウラー）※テレビ東京版

ブレンダン・フレイザー
- アフター6ジャンクション（本人）※ボイスオーバー
- 原始のマン（リンク）
- スカウト（スティーブ・ネブラスカ）
- ダドリーの大冒険（ダドリー・ドゥ・ライト）
- ハードロック・ハイジャック（チャズ・ダービー）
- ハムナプトラシリーズ（リック・オコーネル）※ソフト・劇場公開版
  - ハムナプトラ/失われた砂漠の都
  - ハムナプトラ2/黄金のピラミッド
  - ハムナプトラ3 呪われた皇帝の秘宝

- 復讐街（ポール）
- モンキーボーン（スチュ・マイリー / スタンリー）
- ルーニー・テューンズ:バック・イン・アクション（D.J.ドレイク）
- 悪いことしましョ!（エリオット・リチャーズ）

ベン・アフレック
- アルゴ（トニー・メンデス）
- 偶然の恋人（バディ）
- ゴーン・ガール（ニック・ダン）
- 底知れぬ愛の闇（ヴィック・ヴァン・アレン）
- ドミノ（ダニー・ローク）
- トリプル・フロンティア（トム・“レッドフライ”・デイヴィス）
- マクマホン・ファイル（トリート・モリソン）

ポール・ウォーカー
- イントゥ・ザ・ブルー（ジャレッド）
- Lプロジェクト（ベン・ガーヴェイ）
- 父親たちの星条旗（ハンク・ハンセン）
- フルスロットル（ダミアン・コリアー）
- ボビーZ（ティム・カーニー）
- ロードキラー（ルイス・トーマス）※テレビ東京版
- ワイルド・スピードシリーズ（ブライアン・オコナー） ※ソフト版
  - ワイルド・スピード
  - ワイルド・スピードX2
  - ワイルド・スピード MAX※ソフト版2

ホアキン・フェニックス
- アンビリーバブル（ジョン・マーチェウスキー）
- サイン（メリル・ヘス）※ソフト版
- ヴィレッジ（ルシアス・ハント）※ソフト版
- ホテル・ルワンダ（ジャック・ダグリッシュ）
- 炎のメモリアル（ジャック・モリソン）
- ボーはおそれている（ボー・ワッサーマン）

マーク・ウォールバーグ
- アンチャーテッド（ビクター・サリバン）
- NYPD15分署（ダニエル・ウォレス）※ソフト版
- ザ・ギャンブラー/熱い賭け（ジム・ベネット）
- ザ・ファイター（ミッキー・ウォード）
- 2ガンズ（マイケル・スティグマン）
- バーニング・オーシャン（マイク・ウィリアムズ）
- ハプニング（エリオット・ムーア）
- ビッグ・ヒット（メルビン・スマイリー）
- フライト・リスク（ダリル・ブース）
- PLANET OF THE APES/猿の惑星（レオ・デイビッドソン大尉）※日本テレビ版
- ミニミニ大作戦（チャーリー・クローカー）

マーティン・フリーマン
- アイヒマン・ショー/歴史を映した男たち（ミルトン・フルックマン）
- アメリカン・レポーター（イアン）
- カーゴ（アンディ）
- ゴースト・ストーリーズ 英国幽霊奇談（マイク・プリドル）
- SHERLOCK（シャーロック）（ジョン・ワトソン）
- SHERLOCK/シャーロック 忌まわしき花嫁（ジョン・ワトソン）
- FARGO/ファーゴ（レスター・ナイガード）
- ホビット三部作（ビルボ・バギンズ）
  - ホビット 思いがけない冒険
  - ホビット 竜に奪われた王国
  - ホビット 決戦のゆくえ

- マーベル・シネマティック・ユニバース（エヴェレット・ロス）
  - シビル・ウォー/キャプテン・アメリカ
  - ブラックパンサー
  - ブラックパンサー/ワカンダ・フォーエバー
  - シークレット・インベージョン

ユアン・マクレガー（本人公認）
- アメリア 永遠の翼（ゲン・ヴィダル）
- アレックス・ライダー（イアン・ライダー）
- インポッシブル（ヘンリー・ベネット）
- エージェント・マロリー（ケネス）
- ガンズ&ゴールド（ブレンダン・リンチ）
- ギレルモ・デル・トロのピノッキオ（セバスチャン・J・クリケット）
- ゴーストライター（ゴーストライター）
- 砂漠でサーモン・フィッシング（アルフレッド・“フレッド”・ジョーンズ博士）
- Cisco Systems, Inc  VP「Pep Talk」（本人）※ボイスオーバー
- ジェーン（ジョン・ビショップ）
- ジャックと天空の巨人（エルモント）
- 人生はビギナーズ（オリヴァー・フィールズ）
- スター・ウォーズシリーズ（オビ＝ワン・ケノービ）
  - エピソード1/ファントム・メナス
  - エピソード2/クローンの攻撃
  - エピソード3/シスの復讐
  - スター・ウォーズ/フォースの覚醒
  - スター・ウォーズ/スカイウォーカーの夜明け
  - オビ＝ワン・ケノービ

- スター・ウォーズ物語（本人）
- ステージド2 俺たちの舞台、アメリカ上陸!?（本人）
- ステイ（サム・フォスター）
- チャーリー・モルデカイ 華麗なる名画の秘密（アラステア・マートランド警部補）
- ドクター・スリープ（ダン・トランス）
- ナニー・マクフィーと空飛ぶ子ブタ（ロリー・グリーン）
- バースデーケーキ:血の粛清（ケリー神父）
- ハーレイ・クインの華麗なる覚醒 BIRDS OF PREY（ローマン・シオニス / ブラックマスク）
- ビッグ・フィッシュ（若き日のエドワード・ブルーム）
- フィリップ、きみを愛してる!（フィリップ・モリス）
- ブラックホーク・ダウン（ジョン・グライムズ特技下士官）※ソフト版、テレビ東京版
- ブローン・アパート（ジャスパー・ブラック）
- HALSTON/ホルストン（ロイ・ホルストン・フローウィック）
- ホンモノの気持ち（コール）
- MILES AHEAD/マイルス・デイヴィス 空白の5年間（デイヴ・ブレイデン）
- マネー・トレーダー 銀行崩壊（ニック・リーソン）
- モスクワの伯爵（アレクサンダー・ロストフ伯爵）
- ヤギと男と男と壁と（ボブ・ウィルトン）
- NHKドキュメント 野生発見の旅　ホッキョクグマとユアン・マクレガー（本人）
- リトル・ヴォイス（ビリー）
- レイモンド&レイ（レイモンド）

ロバート・ダウニー・ジュニア
- 追跡者（ジョン・ロイス）※テレビ朝日版
- マーベル・ワンショット:相談役（トニー・スターク / アイアンマン）
- ロバート・ダウニー・Jr.の名車改造（本人）

#### 映画（吹き替え）
- アイアン・ウィル/白銀に燃えて（ウィル・ストーンマン〈マッケンジー・アスティン〉）
- アイアンマン2（ジャスティン・ハマー〈サム・ロックウェル〉）※ソフト版
- 愛が微笑む時（ジョン・マクブライド、ビリー・ワシントン）
- 明るい離婚計画（ジョー・タイラー〈マシュー・ペリー〉）
- ASHRA アシュラ（ジョン・ハンター〈マット・シュルツ〉）
- あなたのために（ウイリー・ジャック〈ディラン・ブルーノ〉）
- アナトミー（シャオ・チャン〈ベンノ・フユルマン〉）
- アブダクション 複合生命体（ケビン〈マイケル・ウェザリー〉）
- アフリカン・ダンク（バディ・ウィルソン〈キース・ギブス〉）
- アメリカン・グラフィティ（スティーヴ・ボランダー〈ロン・ハワード〉）※BD版
- アメリカン・ファイトクラブ（ジミー・オルテガ〈クリフトン・コリンズ・Jr〉）
- アリータ: バトル・エンジェル（ダイソン・イド〈クリストフ・ヴァルツ〉[483]）
- 1911（愛新覚羅良粥）
- いつか眠りにつく前に（ハリス・アーデン〈パトリック・ウィルソン〉）
- インクレディブル・ハルク（サミュエル・スターンズ〈ティム・ブレイク・ネルソン〉）
  - キャプテン・アメリカ:ブレイブ・ニュー・ワールド（サミュエル・スターンズ / リーダー〈ティム・ブレイク・ネルソン〉[484]）
- ヴィクトリア女王 世紀の愛（ロバート・ピール〈マイケル・マロニー〉）
- ウィズアウト・ユー（ジェイク・ウォルシュ〈スティーヴン・ドーフ〉）
- ウィットネス・プロテクション-証人保護-（ショーン・バットン〈ショーン・ハトシー〉）
- ウインドトーカーズ（ベン・ヤージー〈アダム・ビーチ〉）※ソフト版
- ウェルカム!ヘヴン（ヘンリー〈ピーター・マクドナルド〉、エドゥアルド〈ブルーノ・ビチル〉）
- ウォーキングwithダイナソー（スカウラー〈スカイラー・ストーン〉）
- 宇宙少女ゼノン（プロト・ゾア〈フィリップ・ライズ〉）
- エイリアンシリーズ
  - エイリアン2（ドゥウェイン・ヒックス〈マイケル・ビーン〉）※アルティメットエディション版
  - エイリアンVSプレデター（セバスチャン・ウェルズ〈ラウル・ボヴァ〉）
  - エイリアン: コヴェナント（ジェイコブ・ブランソン〈ジェームズ・フランコ〉[485]）
- エイリアン・フロム・ダークネス（アシュリー〈タッド・ジェンセン〉）
- エクスプロージョン（ギレルモ〈エイドリアン・シュアール〉）
- エクスペンダブルズ2（ビリー・“ザ・キッド”・ティモンズ〈リアム・ヘムズワース〉）
- エグゼクティブ・デシジョン（ラット〈ジョン・レグイザモ〉）※テレビ朝日版
- エクセス・バゲッジ/シュガーな気持ち（ヴィンセント・ロッシュ〈ベニチオ・デル・トロ〉）
- es（囚人番号77 / タレク〈モーリッツ・ブライプトロイ〉）※ソフト版
- エニイ・ギブン・サンデー（ウィリー・ビーメン〈ジェイミー・フォックス〉）※テレビ朝日版
- F1/エフワン（ピーター・バニング〈トビアス・メンジーズ〉[486]）
- 王の男（チャンセン〈カム・ウソン〉）
- 親指シリーズ
  - 親指ウォーズ（ローク・グラウンドランナー〈スティーヴ・オーデカーク〉）
  - 親指ゴッドファーザー（ミッキー）
  - 親指タイタニック（ジェイク）
  - 親指バットサム（バットサム）
  - 親指フランケン（フランケン博士）
  - 親指ブレアサム（ヴィック）
- ガールズ・ガールズ（トッド〈ショーン・パトリック・フラナリー〉）
- ガールファイト（エイドリアン〈サンティアゴ・ダグラス〉）
- 火山高（チャン・リャン〈キム・スロ〉）
- カジュアル・セックス?（ニック〈スティーヴン・シェレン〉
- 風と共に散る（ミッチ・ウェイン〈ロック・ハドソン〉）※ソフト版
- かぞくはじめました（エリック・メッサー〈ジョシュ・デュアメル〉）
- 片腕拳王（ドラゴン）2005（アダー〈バクスター・ハンビー〉）
- 鬘 -かつら-（ギソク〈ムン・ス〉）
- カラー・オブ・ペイン 野狼（ディノ〈テレンス・イン〉）
- Carmen.カルメン（ホセ・リサラベンゴア〈レオナルド・スバラグリア〉）
- 華麗なるギャツビー（ジェイ・ギャツビー〈ロバート・レッドフォード〉）※ソフト版
- 華麗なるリベンジ（ピョン・ジェウク〈ファン・ジョンミン〉）
- きみに読む物語（ロン・ハモンド〈ジェームズ・マースデン〉）
- キャノンボール 新しき挑戦者たち（フラッシュ〈アート・ヒンドル〉）※VHS版
- ギャング・オブ・ニューヨーク（アムステルダム・ヴァロン〈レオナルド・ディカプリオ〉）※ソフト版
- キューティ・ブロンド（エメット・リッチモンド〈ルーク・ウィルソン〉）※日本テレビ版
- キルスティン・ダンストの大統領に気をつけろ!（ジョン・ディーン〈ジム・ブリューアー〉）
- 銀河少女ゼノン（プロト・ゾア）
- キンキーブーツ（チャーリー・プライス〈ジョエル・エドガートン〉）
- 緊急呼出し エマージェンシー・コール（セルソー）
- クールボーダー（リック・ランビス〈ジェイソン・ロンドン〉）
- グッバイ・クリストファー・ロビン（アラン・ミルン〈ドーナル・グリーソン〉）
- クラッシュ&バーンズ（クラッシュ〈ウルフ・ラーソン〉）
- グランド・クロス（ロバート・ドレイク〈グラント・ショウ〉）
- グリッドロック（スプーン〈トゥパック・シャクール〉）
- クルーエル・インテンションズ（ロナルド・クリフォード〈ショーン・パトリック・トーマス〉）
- クルーエル・インテンションズ3（ジェイソン・アーガイル〈カー・スミス〉）
- クロウ/飛翔伝説（ティンティン〈ローレンス・メイソン〉）※ソフト版
- クロス・エレメント（スティーブ〈ジャック・ブラック〉）
- K-19（原子炉担当官パベル〈クリスチャン・カマルゴ〉）※ソフト版
- ゲーム・プラン（カイル・クーパー〈ヘイズ・マッカーサー〉）
- 決戦・紫禁城（皇帝〈パトリック・タム〉）
- 拳神 KENSHIN（ダーク〈サモ・ハン・キンポー〉、青年ダーク〈イーキン・チェン〉）
- GO!GO!L.A（パターソン〈キャメロン・バンクロフト〉）
- ゴージャス（ロン・イー〈リッチー・レン〉）※ポニーキャニオン版
- ゴーストバスターズ（ケヴィン〈クリス・ヘムズワース〉[487]）
- 光州5・18（カン・ミヌ〈キム・サンギョン〉）
- 荒野はつらいよ 〜アリゾナより愛をこめて〜（アルバート〈セス・マクファーレン〉）
- 氷の接吻（ゲイリー〈ジェイソン・プリーストリー〉）※テレビ朝日版
- 心の指紋（ブランドン・“ブルー”・モンロー〈ジョン・セダ〉）
- GODZILLA（ニック・タトプロス〈マシュー・ブロデリック〉）※ソフト版[11]
- ゴッドファーザーシリーズ（マイケル・コルレオーネ〈アル・パチーノ〉）※コッポラ・リストレーション新録版
  - ゴッドファーザー
  - ゴッドファーザー PART II
- コン・エアー（ヴィンス・ラーキン〈ジョン・キューザック〉）※テレビ朝日版
- コンフェッション（ロッド・フレクスナー〈ジェームズ・アーバニアク〉）
- 絶叫計画シリーズ（レイ・ウィルキンズ〈ショーン・ウェイアンズ〉）
  - 最終絶叫計画
  - 最'新'絶叫計画 ※ソフト版
- サイドキックス（ランディ・チェリーニ）
- サウンド・オブ・フリーダム（ティム・バラード〈ジム・カヴィーゼル〉）
- ザ・グリード（ビリー）※テレビ朝日版
- ザ・クリエイター/創造者（ハルン〈渡辺謙〉[488]）
- ザ・クローン（デレク・ストロンボー〈ジェフ・セント・クレア〉）
- ザ・クロッシング（ジョニー〈ラッセル・クロウ〉）※テレビ東京版
- ザ・ハッカー（ケビン・ミトニック〈スキート・ウールリッチ〉）
- サハラ 死の砂漠を脱出せよ（アル・ジョルディーノ〈スティーヴ・ザーン〉）※テレビ東京版
- 三銃士（ルイ13世〈ヒュー・オコナー〉）※ソフト版
- サンダーアーム/龍兄虎弟（アラン〈アラン・タム〉）※ソフト版
- 幸せのルールはママが教えてくれた（サイモン〈ダーモット・マローニー〉）
- シェイド（ヴァーノン〈スチュアート・タウンゼント〉）
- シザーハンズ（ジム〈アンソニー・マイケル・ホール〉）※テレビ朝日版
- 史上最悪のボートレース ウハウハザブーン（レックス・クランドル〈ジェフ・イースト〉）※テレビ東京版
- シックス・センス（ショーン〈グレン・フィッツジェラルド〉）※日本テレビ版
- シティ・オブ・ブラッド（アンディ・デヴロー〈ヴァル・キルマー〉）
- ジャングル・ブック（モーグリ〈ジェイソン・スコット・リー〉）※機内上映版
- 情愛（ジュニョン〈カム・ウソン〉）
- 少林サッカー ※日本公開版
- 死んでもハッピーエンド（ドゥチャン）
- シンプル・シモン（サム〈マルティン・ヴァルストロム〉）
- スクリーム（ステュワート〈マシュー・リラード〉）
- スズメバチ（サンティノ〈ブノワ・マジメル〉）※テレビ東京版
- スタンド・バイ・ミー（エース〈キーファー・サザーランド〉）※旧ソフト版
- スタンピード（ジェイミー・ボーエン〈ドン・ギャロウェイ〉）※ソフト版
- スティーラーズ（リチャード〈マット・ディロン〉）
- ステルス（ヘンリー・パーセル〈ジェイミー・フォックス〉[489]）
- ストーン・カウンシル（セルゲイ〈モーリッツ・ブライプトロイ〉）
- SPY N（クーリオ〈クーリオ〉）
- スパイダーマン3（エディ・ブロックJr. / ヴェノム〈トファー・グレイス〉）
- スパルタカス（アントナイナス〈トニー・カーティス〉）※ソフト版
- スピードスター（フィッツ〈マイケル・ロンバルディ〉）
- SPEED MAN（ダニエル〈ジェイソン・コネリー〉）
- スペース・エイド（サーク）
- スラムドッグス（ダグ〈ウィル・フォーテ〉[490]）
- スリーパーズ（トミー〈ビリー・クラダップ〉）※ソフト版
- スリープウォーカーズ（チャールズ・ブレイディー〈ブライアン・クラウズ〉）
- 星願 あなたにもういちど（オニオン〈リッチー・レン〉）
- セシル・B/ザ・シネマ・ウォーズ（セシル・B・ディメンテッド〈スティーヴン・ドーフ〉）
- SEXテープ（ジェイ〈ジェイソン・シーゲル〉）
- セッション9（ジェフ〈ブレンダン・セクストン3世〉）
- ゼロ・トレランス（ユーアン・ファルク）
  - エグゼクティブ・プロテクション（ユーアン・ファルク）
- 続・激突!/カージャック（マックスウェル・スライド巡査〈マイケル・サックス〉）※スター・チャンネル版
- ダーク・フェアリー（アレックス〈ガイ・ピアース〉）
- ターミナル・ベロシティ（ロボカム〈シューリ・マカロー〉）※テレビ朝日版
- ダイアリーシリーズ
  - ダイアリー 第1章 アンナの秘密（オスカー）
  - ダイアリー 第2章 アンナの悦び（オスカー）
  - ダイアリー 第3章 アンナの戯れ（同性愛の男）
- タイガー・ウッズ/光と影（タイガー・ウッズ）※U-NEXT
- 第三双生児（スティーヴ・ローガン〈ジェイソン・ゲドリック〉）
- タワーリング・インフェルノ'08（トム）
- ダンジョンズ&ドラゴンズ/アウトローたちの誇り（死体スタンハード[491]）
- ダンシング・ヒーロー（スコット・ヘイスティングス〈ポール・マーキュリオ〉）
- チーム★アメリカ/ワールドポリス（ゲイリー・ジョンストン〈トレイ・パーカー〉）
- チャーリーと18人のキッズ in ブートキャンプ（ランス〈ロックリン・マンロー〉）
- チャップリンの改悟（前科者〈チャールズ・チャップリン〉）
- チャップリンの失恋（放浪者〈チャールズ・チャップリン〉）
- 超能力学園Z PART2 パンチラ・ウォーズ（シセル〈デヴィッド・ドナ〉）
- 沈黙の断崖（オーリンJr〈ブラッド・ハント〉）※テレビ朝日版
- ディープ・インパクト（オーレン・モナッシュ〈ロン・エルダード〉）
- ディノクロコダイル（ジョー・リンチ大尉〈マシュー・ブラショー〉）
- デス・オブ・ミー（ニール〈ルーク・ヘムズワース〉[492]）
- デスクロウ（コール〈エリック・メビウス〉）
- DEATH GAME デスゲーム（キング刑事）
- DUNE/デューン 砂の惑星（レト・アトレイデス〈オスカー・アイザック〉[493]）
- 天軍（パク・ジョンウ少佐〈ファン・ジョンミン〉）
- 天使にラブ・ソングを2（フランケイ〈デヴィン・カミン〉）※日本テレビ版
- デンジャラスゲーム L.A.大追跡（ジョニー・ディーン〈C・トーマス・ハウエル〉）※テレビ東京版
- デンジャラス・マインド/卒業の日まで
- トゥモローランド（ヒューゴー〈キーガン＝マイケル・キー〉[494]）
- トゥルーライズ（ファイザル〈グラント・ヘスロヴ〉）※フジテレビ版
- 遠い空の向こうに（ジム・ヒッカム〈スコット・トーマス〉）
- トップガン（アイスマン〈ヴァル・キルマー〉）※ソフト版
- ドラゴンストーム（サイラス〈マックスウェル・コールフィールド〉）
- ドラゴン・ブレイド（イエントウ〈シャオ・ヤン〉）
- ドラゴンロード（カウ[495]）※ソフト版
- トルネード 地球崩壊のサイン（ヤン・ベルガー〈マティアス・ケーベルリン〉）※テレビ朝日版
- ナイト・オブ・ザ・リビングデッド（ニュースキャスター〈チャールズ・クレイグ〉[496]）
- ニューヨークの恋人（チャーリー〈ブレッキン・メイヤー〉）※日本テレビ版
- ネバーエンディング・ストーリー 第2章 ※ソフト版
- ノー・エスケイプ（ケイシー〈ケヴィン・ディロン〉）※テレビ東京版
- ノーマンズ・ランド（テッド・バリック〈チャーリー・シーン〉）※テレビ東京版
- ノックアラウンド・ガイズ（マティ・デマレット〈バリー・ペッパー〉）
- ハートブレイカー（ジャック・ウィズロー〈ジェイソン・リー〉）
- ハード・ボイルド 新・男たちの挽歌（コウ〈トン・ワイ〉）※ソフト版
- ハービー/機械じかけのキューピッド（トリップ・マーフィー〈マット・ディロン〉）
- パーフェクト・ストレンジャー（マイルズ〈ジョヴァンニ・リビシ〉）
- バイオハザードV リトリビューション（レオン・S・ケネディ〈ヨハン・アーブ〉[497]）※テレビ朝日版
- 迫撃者（Tボーン〈ジョン・ホークス〉）
- バチェラー・パーティ2 最後の貞操ウォーズ（ロン〈ジョン・クック〉）
- バック・トゥ・ザ・フューチャー（ジョージ・マクフライ〈クリスピン・グローヴァー〉[498]）※日本テレビ版
- バック・トゥ・ザ・フューチャー PART2（ジョージ・マクフライ〈ジェフリー・ウェイスマン〉）※日本テレビ版
- バック・トゥ・ザ・フューチャー PART3（ジョージ・マクフライ〈ジェフリー・ウェイスマン〉）※日本テレビ版2
- バッドタイム（ジム・ルーサー・デイヴィス〈クリスチャン・ベール〉）
- バッドマン 史上最低のスーパーヒーロー
- 花咲ける騎士道（ファンファン〈ヴァンサン・ペレーズ〉）
- パブリック・エネミーズ（J・エドガー・フーヴァー〈ビリー・クラダップ〉）
- バンコック・デンジャラス（コン〈シャクリット・ヤムナーム〉）
- ビートルジュース ビートルジュース（ローリー〈ジャスティン・セロー〉[499]）
- ビタースウィート（クラウス）
- ビッグ・トラブル（パギー〈ジェイソン・リー〉）
- ピノキオとゼペット（頭領〈アッシャー〉）
- ピラミッド 5000年の嘘（超ナレーション）
- ビロウ（オデル〈マシュー・デイビス〉）※テレビ東京版
- ファイト・クラブ（ジャック〈エドワード・ノートン〉）※フジテレビ版
- ファット・ガール 愛はサイズを超える（トゥンデ・ジョナサン〈ジミー・ジャン＝ルイ〉）
- ファングルフ/月と心臓（クリス〈フィル・バックマン〉）※ソフト版
- ファンタスティック・フォー 超能力ユニット（リード・リチャーズ / Mr.ファンタスティック〈ヨアン・グリフィズ〉[500]）※日本テレビ版
- フォーエバー・フィーバー（リチャード〈ピエール・プン〉）
- 冬の恋人たち
- プライス 戦慄の報酬（ゴードン〈スティーヴン・マクハティ〉）
- プライド 栄光への絆（マイク・ウィンチェル〈ルーカス・ブラック〉）
- フライトプラン（ジーン・カーソン〈ピーター・サースガード〉）
- フライト・リスク（ウィンストン〈トファー・グレイス〉[468]）
- ブラザーフッド（イ・ジンテ〈チャン・ドンゴン〉）
- ブラック・ドッグ（ソニー〈ガブリエル・カソーズ〉）※日本テレビ版
- ブラック・レイン（チャーリー・ヴィンセント〈アンディ・ガルシア〉）※ソフト版
- フラッシュバック（マイケル〈ジョナサン・リース＝マイヤーズ〉）
- ブルー・エンカウンター（ウェズリー〈アンディ・ラウ〉）
- ブルー きみは大丈夫（バナナ[501]）
- ブルドッグ（デメトリウス・ヒックス〈ラレンズ・テイト〉）※テレビ東京版
- フル・ブラント（ジェイク・ピーターソン〈チャーリー・シーン〉）
- ブレアウィッチ2（ジェフ・パターソン〈ジェフリー・ドノヴァン〉）
- プロジェクトA2 史上最大の標的（革命党員〈レイ・ロイ〉、陸上警察職員〈リッキー・ホイ〉）※ソフト版
- ヘッド・オブ・ステイト（ウィル・デリンジャー 〈ジョン・シナ〉）
- ベスト・キッド4（エリック〈クリス・コンラッド〉）
- ベッカムのサッカー教室（デビット・ベッカム）
- ベビーシッター・アドベンチャー（ダリル〈アンソニー・ラップ〉）※フジテレビ版
- ボーデロ・オブ・ブラッド/血まみれの売春宿（カレブ・ヴェルドゥ〈コリー・フェルドマン〉）
- ホーム・アローンシリーズ
  - ホーム・アローン（バズ・マカリスター〈デヴィン・ラトレイ〉）※テレビ朝日版
  - ホーム・アローン2（バズ・マカリスター〈デヴィン・ラトレイ〉）※テレビ朝日版
  - ホーム・アローン3（バートン・ジャーニガン〈レニー・フォン・ドーレン〉[502]）※日本テレビ版
- BONES ボーンズ（パトリック）
- 暴走特急（ボビー・ザックス〈モリス・チェストナット〉[503]）※テレビ朝日版
- 僕たちのアナ・バナナ（ジェイク・シュラム〈ベン・スティラー〉）
- ホット・チック（ビリー・ニリー〈マシュー・ローレンス〉）
- ボディ・ショット（ショーン・デニガン）
- ホテル・エルロワイヤル（ビリー〈クリス・ヘムズワース〉）
- ボルケーノ（エミット・リース〈ドン・チードル〉[504]）※テレビ朝日版
- ホワイトファング2/伝説の白い牙（ピーター・ジョセフ〈アンソニー・ルイヴィヴァー〉）※ソフト版
- ポワゾン（ビリー / ウォルター・ダウンズ / メフィスト〈トーマス・ジェーン〉）※ソフト版
- マーズ・アタック!（ジェイソン・ストーン〈マイケル・J・フォックス〉）※テレビ東京版
- マイケルとトミーの無人島日記（ジェイク・ハンター〈マシュー・ローレンス〉）
- マインドハンター（J・D・レストン〈クリスチャン・スレーター〉）
- 魔界探偵ゴーゴリ三部作（ゴーゴリ〈アレクサンドル・ペトロフ〉[505]）
  - 魔界探偵ゴーゴリ 暗黒の騎士と生け贄の美女たち
  - 魔界探偵ゴーゴリII 魔女の呪いと妖怪ヴィーの召喚
  - 魔界探偵ゴーゴリIII 蘇りし者たちと最後の戦い
- マグナム（レイ・フライ）
- マスク2（ロキ〈アラン・カミング〉）※日本テレビ版
- マペットのメリー・クリスマス（ダニエル〈デヴィッド・アークエット〉、ジョン・“J.D.”・ドリアン〈ザック・ブラフ〉）
- ママの遺したラヴソング（ローソン・パインズ〈ガブリエル・マクト〉）
- ミッドナイトヒート（デヴィッド〈チャーリー・シュラッター〉）※テレビ東京版
- ミュータント・ニンジャ・タートルズ3（ケンシン）
- ミルドレッド（フランキー・ウォーレン〈デヴィッド・ソーントン〉）
- みんな私に恋をする（ニック・ビーモン〈ジョシュ・デュアメル〉）
- ムーンショット（レオン・コヴィ〈ザック・ブラフ〉[506]）
- メカバース:少年とロボット（曹長）
- 目撃者（デヴィッド・J・マクミラン〈ジョナサン・シェック〉）
- モテる男のコロし方（スコット・タッカー〈ペン・バッジリー〉）
- 野獣教師2（ダニー・ブラムソン）
- 夕べの星（ブルース〈スコット・ウルフ〉）
- ユニコーン・キラー（アイラ・アインホーン〈ケヴィン・アンダーソン〉）
- 楽園をください（ジャック・ブル・チャイルズ〈スキート・ウールリッチ〉）
- ラストサマーシリーズ （レイ・ブロンソン〈フレディ・プリンゼ・ジュニア〉）※テレビ朝日版
  - ラストサマー
  - ラストサマー2
- ラストデイズ（スコット）
- ルール6（パトリック〈ギル・ハコヘン〉）
- レインディア・ゲーム（ニック〈ジェームズ・フレイン〉）※テレビ朝日版
- レッサー・エヴィル（少年時代のフランク）
- レッドライン（カルロ〈ネイサン・フィリップス〉）
- ローラーボール（ジョナサン・クロス〈クリス・クライン〉）※ソフト版
- ロックアウト（ティプトン）
- ロバート・ダウニー・Jr.の名車改造（〈ロバート・ダウニー・Jr〉）※ボイスオーバー
- ロミオとジュリエット（ティボルト〈マイケル・ヨーク〉）※テレビ東京版
- ロミオ+ジュリエット（ティボルト〈ジョン・レグイザモ〉）※テレビ朝日版
- ワンス・アンド・フォーエバー（ジャック・ゲイガン少尉〈クリス・クライン〉）※ソフト版

#### ドラマ
- I☆LOVE!オリバー Oliver Beene（大人のオリバー、ナレーション〈デヴィッド・クロス〉）
- アレックス・ライダー（イアン・ライダー〈アンドリュー・バカン〉[507]）
- アンドロメダ（ガブリエル / レミエル〈マイケル・シャンクス〉）
- アンドロメダ・ストレイン（ジェレミー・ストーン〈ベンジャミン・ブラット〉）
- ウルトラマンパワード（ケンイチ・カイ隊員〈ケイン・コスギ〉、予告ナレーション）
- エスケープ・アーティスト 無罪請負人（ウィル・バートン〈デヴィッド・テナント〉）
- お騒がせ探偵!スペンサー・シスターズ（ルーカス〈エドワード・ラトル〉[508]）
- カウンターパート/暗躍する分身（ピーター・クエイル〈ハリー・ロイド〉）
- 合衆国壊滅/M10.5（ザック・ノーラン〈アイヴァン・セルゲイ〉）
- グッド・ワイフ（コナー・フォックス〈マシュー・モリソン〉）
- glee/グリー（ウィル・シュースター〈マシュー・モリソン〉）
- 刑事ナッシュ・ブリッジス（アンディ・フレーム）
- コールドケース 迷宮事件簿（ミック・マローン）
- 荒野の七人（クリス・ララビー〈マイケル・ビーン〉）
- ザ・ハンガー シーズン1 #4（ジャン・ピエール）
- 三国志 Three Kingdoms（馬超〈チェン・イーリン〉）
- サンズ・オブ・アナーキー（ジャクソン・“ジャックス”・テラー〈チャーリー・ハナム〉）
- CSI:マイアミ
  - シーズン2 #7（ジミー・ハットン〈ジェイソン・ルイス〉）
  - シーズン5 #9, 11（ピーター・キンケラ〈テディ・シアーズ〉）
- SEAL Team/シール・チーム（ジェイソン・ヘイズ〈デヴィッド・ボレアナズ〉[509]）
- 食客（オ・ポンジュ〈クォン・オジュン〉）
- スキャンダル（ジェイコブ・ショウ〈ジミー・キンメル〉）
- SCORPION/スコーピオン（ラッキー・ザ・キング〈メソッド・マン〉、カーソン長官）
- スタートレック:ヴォイジャー（トム・パリス〈ロバート・ダンカン・マクニール〉）
- ダークエンジェル（スケッチー〈キャメロン・バンクロフト〉）※テレビ朝日版
- ダーク・マテリアルズ/黄金の羅針盤（イオレク・バーニソン[510]）※U-NEXT版
- 大草原の小さな家（NBC版）（チャールズ・インガルス〈マイケル・ランドン〉[511]）※NHKBS4K版
- 大草原の小さな家（ABC版）（チャールズ・インガルス〈キャメロン・バンクロフト〉）
- たどりつけばアラスカ（エド・チグリアク〈ダーレン・E・バロウズ〉）
- ディフェンダーズ 闘う弁護士（ピート・カズマレック〈ジェリー・オコンネル〉）
- デッドウォーター・フェル〜虚像に殺された家族〜（トム・ケンドリック〈デヴィッド・テナント〉[512]）
- ドーソンズ・クリーク（ダグ・ウィッター）
- 21ジャンプストリート（ダグ・ペンホール潜入捜査官〈ピーター・デルイーズ〉）※ハピネットDVD版
- ドラゴン&ウォリアー（アイヴァンホー）
- ノーリミット（ヴァンサン・リベラッティ〈ヴァンサン・エルバズ〉）
- 初恋（ソン・チャニョク〈チェ・スジョン〉）
- ふたりは最高! ダーマ&グレッグ（グレッグ・モンゴメリー〈トーマス・ギブソン〉）
- フラッシュ・ゴードン（フラッシュ・ゴードン〈エリック・ジョンソン〉）
- プリズン・ブレイク（ジェームズ・ウィスラー〈クリス・ヴァンス〉）
- フルハウス（本人役〈トミー・ペイジ〉）
- ブロードチャーチ〜殺意の町〜（アレック・ハーディ〈デヴィッド・テナント〉）
- MANIFEST/マニフェスト（ベン・ストーン〈ジョシュ・ダラス〉[513]）
- 名探偵モンク（スコット・グレゴリオ）
- Life 真実へのパズル（チャーリー・クルーズ〈ダミアン・ルイス〉）
- ロック、ストックシリーズ（ベーコン〈ショーン・パークス〉）
  - ロック、ストック&フォー・ストールン・フーヴズ
  - ロック、ストック&スパゲッティ・ソース
  - ロック、ストック&ワン・ビッグ・ブロック
- 私はラブ・リーガル（グレイソン・ケント〈ジャクソン・ハースト〉）
- 陳情令（藍㬢臣〈劉海寛〉[514]）

#### テレビ番組
- The Wine Show -極上のワインに魅せられて-（ジョー・ファットリーニ〈本人〉[515]）※ボイスオーバー
- 幻解!超常ファイル（シュタウフェンベルク）
- ダークサイドミステリー「高度3000m!空の密室から消えた男 〜伝説の完全犯罪 D.B.クーパー事件〜」（2020年6月4日放送）

#### アニメ
- アダムス・ファミリー2 アメリカ横断旅行!（サイラス・ストレンジ[516]）
- アドベンチャー・タイム（マーシャル・リー）
- 犬ヶ島（スポッツ[517]）
- ウィッシュ[518]
- 怪盗カルメンサンディエゴ（アルマンド）
- カンフー・パンダ2（ウルフ隊長）
- くもりときどきミートボール（アール）
  - くもりときどきミートボール
  - くもりときどきミートボール2 フード・アニマル誕生の秘密
- ズートピア（ニック・ワイルド[519]）
  - ズートピア2[520]
- スター・ウォーズシリーズ（オビ＝ワン・ケノービ）
  - スター・ウォーズ クローン大戦
  - スター・ウォーズ/クローン・ウォーズ
  - スター・ウォーズ/クローン・ウォーズ（テレビシリーズ）
  - LEGO スター・ウォーズ パダワン・メナス
  - スター・ウォーズ 反乱者たち
  - LEGO スター・ウォーズ/フリーメーカーの冒険
  - LEGO スター・ウォーズ/ホリデー・スペシャル
  - LEGO スター・ウォーズ/恐怖のハロウィーン
  - LEGO スター・ウォーズ/サマー・バケーション
  - スター・ウォーズ:テイルズ・オブ・ジェダイ
- スタートレック:ローワー・デッキ（トム・パリス大尉〈ロバート・ダンカン・マクニール〉）
- スヌーピーとチャーリーブラウン ヨーロッパの旅（ライナス・ヴァン・ベルト）
- スパイダーマンシリーズ（ビデオ担当時期：1991年〈1本のみ〉、TV担当時期：2003年 - 2006年〈全3本〉）
  - スパイダーマン（スパイダーマン / ピーター・パーカー）※1994年製作
  - スパイダーマン&アメイジング・フレンズ（サイクロップス）※ビデオ版 （スパイダーマン / ピーター・パーカー）※トゥーン・ディズニー版
  - スパイダーマン・アンリミテッド（スパイダーマン / ピーター・パーカー）
- スパイダーマン:フレンドリー・ネイバーフッド（アイアンマン / トニー・スターク）
- スワン・プリンセス（デレク王子）
  - スワン・プリンセス/白鳥の湖
  - スワン・プリンセス2/魔王の城
  - スワン・プリンセス3/禁断の書
- 超ロボット生命体 トランスフォーマー プライム（オプティマスプライム[521] / オライオンパックス）
- Disney's クリスマス・キャロル（フレッド）
- Devil May Cry（ダンテ[522]）
- BIONICLE -マスク・オブ・ライト- ザ・ムービー（レーバ）
- バイオハザード: インフィニット ダークネス（レオン・S・ケネディ[523]）
- パウ・パトロール ザ・マイティ・ムービー（サム・キッシャー[524]）
- バットマン（ビリー #20）
- バルト 大空に向かって（デューク）
- ビーストウォーズメタルス 超生命体トランスフォーマー（メタルスジャガー）
- ビー・ムービー（レイ・リオッタ）
- ブレイブ・リトル・トースター（ラジオのチャット）
  - ブレイブ・リトル・トースター レスキュー大作戦!
  - ブレイブ・リトル・トースター 火星へ行こう!
- ペイネ 愛の世界旅行（バレンチノ）
- ホートン/ふしぎな世界のダレダーレ（ホートン）
- ホーム・オン・ザ・レンジ にぎやか農場を救え!（バック）
- ボス・ベイビー（ロス機長[525]）※劇場公開版
- ホワット・イフ...?（アイアンマン / トニー・スターク[526]）
- 魔道祖師（藍曦臣[527]）
- みんなあつまれ! ワンダーパーク（ピーナッツ）
- ムーミン谷とウィンターワンダーランド（ムーミンパパ、スナフキン、ヘムレン、郵便配達員、めそめそ）
- モンスターVSエイリアン（ハザウェイ大統領）
- モンチッチ（シルバス[528]）
- ラーヤと龍の王国（ベンジャ[529]）
- LEGO® ムービー（エメット[530]、スーパーマン、ハン・ソロ）
  - LEGO® ムービー2（エメット[531]、レックス・デンジャーベスト）
- ロード・オブ・ザ・リング/ローハンの戦い（ハレス[532]）

#### 人形劇
- サンダーバード55/GoGo（スコット・トレーシー）
- ネビュラ75（レイ・ネプチューン船長）[533]

#### オーディオドラマ
- The Sandman（モルフェウス）※Audibleオリジナル、2022年[534]

### パチンコ・パチスロ
- サムライスピリッツ鬼（覇王丸）
- スカイラブ3（2011年、バルド・ライヘンベルガー）
- CRフィーバー創聖のアクエリオン（頭翅）
- CR忍術決戦月影（紫電）
- Hard Boiled -グリフォンの幻影-（劉）
- CR BRAVE10（2014年、真田幸村[535]）
- パチスロCYBERブルー（2015年、ブルー）
- CRフィーバースター・ウォーズ ダース・ベイダー降臨（オビ＝ワン・ケノービ）
- ぱちんこ ガラスの仮面（2020年、速水真澄[536]）

### 特撮
2013年
- 獣電戦隊キョウリュウジャー（トリンの声 / キョウリュウシルバーの声 / 鳥居、魔剣神官マッドトリンの声）
- キョウリュウジャー&スーパー戦隊 あれるぜ! キョウリュウ大図鑑DVD（トリンの声）
- 劇場版 獣電戦隊キョウリュウジャー ガブリンチョ・オブ・ミュージック（トリンの声）
- 獣電戦隊キョウリュウジャーvsスーパー戦隊vsスーパーヒーロー 新春ガブリンピック（トリンの声）

2014年
- 獣電戦隊キョウリュウジャーVSゴーバスターズ 恐竜大決戦! さらば永遠の友よ（トリンの声 / キョウリュウシルバーの声）
- 帰ってきた獣電戦隊キョウリュウジャー 100 YEARS AFTER（トリンの声）

2015年
- 烈車戦隊トッキュウジャーVSキョウリュウジャー THE MOVIE（賢神トリンの声）

2017年
- 獣電戦隊キョウリュウジャーブレイブ（トリンの声）

2020年
- 劇場版 ウルトラマンタイガ ニュージェネクライマックス（ダダの声）
- ウルトラギャラクシーファイト 大いなる陰謀（ウルトラマンパワードの声）

2021年
- 仮面ライダー ビヨンド・ジェネレーションズ（クフ・クリスパーの声）

2023年
- ウルトラマンレグロス（トゥバーンの声） - 2作品

2024年
- 王様戦隊キングオージャーVSキョウリュウジャー（トリンの声）

### 映画
- ヒカリ（2011年、医師[547]）

### 実写

#### テレビ番組
※はインターネット配信。
- 森川さんのはっぴーぼーらっきー（第一幕：2014年10月9日 - 12月25日、第二幕：2015年4月9日 - 6月25日、第三幕：2016年4月10日 - 6月26日、第四幕：2016年10月2日 - 12月18日、第五幕：2018年4月8日 - 6月24日 テレビ神奈川）
- きょうの健康（2021年7月15日、NHK Eテレ）
- Club AT-X 夜NA夜NAサタデー とりあえず生！（2023年12月16日 - 、AT-X）

### テレビドラマ
- Maybe 恋が聴こえる（2023年10月17日 - 、TBS） - 番場浩一郎 役[548]

#### 映像商品
- 「アクセル★ワンだぁ!!」〜家族で秋の遠足〜
- 江口拓也の俺たちだってやっぱり癒されたい! 1 (第4期1・2回出演)
- S.S.D.S.イベントDVD
  - SSDS 御名刺代わり（2005年第03回診察会）
  - SSDS 初夏の診察会（2006年第05回診察会）
  - SSDS 秋の大診察会（2006年第06回診察会）
  - SSDS 2007 秋の診察会（2007年第07回診察会）
  - SSDS 2008 初冬の診察会（2008年第09回診察会）
  - SSDS 2009 秋の贅沢診察会（2009年第11回診察会）
  - SSDS 2010 魅惑の診察会（2010年第12回診察会）
  - SSDS 2011 秋もたっぷり診察会（2011年第14回診察会）
  - SSDS 2012 とことん診察会4（2012年第15回診察会）
  - 2014 S.S.D.S.歌謡祭（2014年第17回診察会）
- オトメイトパーティ♪2010
- オトメイトパーティ♪2012
- オトメイトパーティ♪2013
- “おれパラ”2010 LIVE DVD (2HEARTSとして参加)
- おれパラ2017 10th Anniversary〜ORE!!SUMMER〜 (2HEARTSとして参加)
- おれパラ2020〜ORE!!SUMMER〜 (2HEARTSとして参加)
- 今日からマ王! ファン感謝祭 〜眞魔国でもバレンタイン!?〜
- 今日からマ王! ファン感謝祭2 〜眞魔国でもジューンブライド!?〜
- 劇場版 銀魂 銀幕前夜祭り2013
- 声宣! Vol.3〜キャンプに連れていかれちゃいました〜
- 最遊記+WILD ADAPTER Dice&Guns
- JAPAN 乙女 Festival2
- 少年陰陽師 イベント “孫”感謝祭〜風雅に響く詩を聴け〜
- 私立荒磯高等学校生徒会執行部+WILD ADAPTER LIVE DVD「Go the Limit」
- 私立荒磯高等学校生徒会執行部+WILD ADAPTER LIVE DVD GO×ON
- しろくまカフェ〜七夕だよ! 笹に願いを!
- セイントビーストシリーズ
  - セイント・ビースト 2ndParty イベントDVD
  - セイント・ビースト 3ndParty イベントDVD
  - セイント・ビースト ケダモノたちの聖なる宴 第1巻 トーク編
  - セイント・ビースト ケダモノたちの聖なる宴 第2巻 ライブ編
  - セイント・ビースト ケダモノたちの聖なる宴 コンプリート版
  - セイント・ビースト 4ndParty イベントDVD
  - セイント・ビースト 六周年記念感謝祭 イベントDVD
- 戦国BASARA祭2007〜春の陣〜（ビデオ映像出演）
- 戦国BASARA バサラ祭2007〜冬の陣〜
- 戦国BASARA バサラ祭2009〜春の陣〜
- 戦国BASARAFes.2010〜紅の陣（シークレットゲスト）/蒼の陣〜
- 戦国BASARA3 バサラ祭2010〜春の陣〜
- 戦国BASARA 5周年祭〜武道館の宴〜
- 戦国BASARA バサラ祭2011〜夏の陣〜
- 戦国BASARA バサラ祭2012〜夏の陣〜（中井和哉と共にビデオ映像出演）
- 戦国BASARA バサラ祭2013〜春の陣〜
- 戦国BASAEA バサラ祭2015〜冬の陣〜
- 戦国BASARA 10周年祭〜十年十色の宴〜
- テイルズ オブ フェスティバル 2014 (Blu-ray disc)
- テイルズ オブ フェスティバル 2017
- テイルズ オブ フェスティバル 2020
- ときめきメモリアル Girl's Side DAYS 2013 デートに行こう！
- 鳥海浩輔・前野智昭の大人のトリセツ第2期 1巻
- 鳥海浩輔・前野智昭の大人のトリセツ 特別編〜鳥セツ杯〜
- ネオロマンスシリーズ
  - ライブビデオ アンジェリーク・メモワール2000
  - ライブビデオ アンジェリーク・メモワール2001
  - ライブビデオ ネオロマンス・フェスタ2
  - ライブビデオ ネオロマンス・フェスタ2 in 大阪
  - ライブビデオ ネオロマンス・フェスタ3
  - ライブビデオ ネオロマンス・フェスタ4
  - ライブビデオ ネオロマンス・フェスタ4 in 大阪
  - ライブビデオ ネオロマンス・ライヴ 2003 Spring
  - ライブビデオ ネオロマンス・フェスタ5
  - ライブビデオ ネオロマンス・ライヴ 2003 Autumn
  - ライブビデオ ネオロマンス・ライヴ 2004 Summer
  - ライブビデオ アンジェリーク・メモワール 10th SweetCelebration
  - ライブビデオ ネオロマンス・フェスタ7
  - ライブビデオ ネオロマンス・アラモード
  - ライブビデオ ネオロマンス・ライヴ 2005 Winter
  - ライブビデオ ネオロマンスライヴ 2006 Autumn
  - ライブビデオ ネオロマンス・フェスタ9
  - ライブビデオ ネオロマンス・フェスタ10
  - ライブビデオ ネオロマンス スターライト・クリスマス
  - ライブビデオ ネオロマンス 15thアニバーサリー
  - ライブビデオ ネオロマンスイベント“10 YEARS LOVE ”
  - ライブビデオ ネオロマンス・フェスタ12
  - ライブビデオ ネオロマンスライヴ 2011 Autumn
  - ライブビデオ ネオロマンス スターライト・クリスマス2011
  - ライブビデオ ネオロマンス スターライト・クリスマス2012
  - ライブビデオ ネオロマンス・フェスタ ネオロマンス20th アニバーサリー・イヴ
  - ライブビデオ ネオロマンス 20th アニバーサリー
  - ライブビデオ ネオロマンス・フェスタ アンジェリーク メモワール2015
  - ライブビデオ ネオロマンス 20th アニバーサリー・フィナーレ
  - ライブビデオ ネオロマンス BRAND NEW SUMMER
  - ライブビデオ ネオロマンス・フェスタ 遙か八葉祭
  - ライブビデオ ネオロマンスライヴ HOT!10 Countdown Radio ROCKET☆PUNCH！1〜4
  - ライブビデオ ネオロマンス・イベント DVD-BOX Vol.1
  - ライブビデオ ネオロマンス・イベント DVD-BOX Vol.2
  - ライブビデオ ネオロマンス・イベント DVD-BOX Vol.3
  - ライブビデオ ネオロマンス・イベント DVD-BOX Vol.4
  - ライブビデオ ネオロマンス・イベント DVD-BOX Vol.5
- 幕末Rock 超絶頂★雷舞（エクスタシーライブ）
- 幕末Rock 超超絶頂★雷舞（ウルトラエクスタシーライブ）
- バディミッション BOND メテオライトショー
- バディミッション BOND 大抗争！ ミカグラカップ
- ビーズログTV 恋愛番長・リターンズ 体育祭
- ビーズログTV 恋愛番長・リターンズ 文化祭
- 美食感ライブ 丼メン ちゃんぽん
- 美食感ライブ 丼メン 流派 味格闘!!
- MARINE SUPER WAVE LIVE シリーズ（BLACK VELVETとして参加）
- MARINE SUPER WAVE LIVE R
- MARINE SUPER WAVE LIVE 2011
- MARINE SUPER WAVE LIVE 2012
- MARINE SUPER WAVE LIVE 2013
- MARINE SUPER WAVE LIVE 2014
- MARINE SUPER WAVE LIVE 2015
- MARINE SUPER WAVE LIVE 2016
- 明治東亰恋伽 〜ハイカラ浪漫劇場〜
- 明治東亰恋伽 〜ハイカラ浪漫劇場2〜
- 明治東京恋伽 〜ハイカラ浪漫劇場3〜
- 明治東京恋伽 〜ハイカラ浪漫劇場4〜
- 明治東京恋伽 〜ハイカラ浪漫劇場5〜
- 明治東京恋伽 ハイカラ浪漫劇場 〜Honeymoon〜
- 森川智之ディナーショー 冬の陽の暖かさに包まれて in AKASAKA prince HOTEL
- 森川智之25周年記念ディナーショー 冬の陽の暖かさに包まれて 2012
- 森川智之30周年記念ディナーショー 冬の陽の暖かさに包まれて 2017
- 森川智之と檜山修之のおまえらのためだろ！シリーズ
  - 森川智之と檜山修之のおまえらのためだろ！桜（第9弾追加公演収録）
  - 森川智之と檜山修之のおまえらのためだろ！鰹（第18弾収録）
  - 森川智之と檜山修之のおまえらのためだろ！デラックス鯛（第20弾収録）
  - 森川智之と檜山修之のおまえらのためだろ！鯖（第22弾収録）
  - 森川智之と檜山修之のおまえらのためだろ！コノ鮹ガッ！（第25弾収録）
  - 森川智之と檜山修之のおまえらのためだろ！ハモリます！ハマリます！鱧!!（第30弾収録）
  - 森川智之と檜山修之のおまえらのためだろ！鰙-WAKASAGI-（第34弾収録）
  - 森川智之と檜山修之のおまえらのためだろ！𩸽-HOKKE-（第37弾収録）
  - 森川智之と檜山修之のおまえらのためだろ！鰰-HATAHATA-（第40弾収録）
  - 森川智之と檜山修之のおまえらのためだろ！鯱-SHACHI-（第44弾収録）
  - 祝20周年 森川智之と檜山修之のおまえらのためだろ！鮑-AWABI-（第47弾収録）
  - 祝！第50弾記念DVD 森川智之と檜山修之のおまえらのためだろ！鱚-KISU-（第50弾収録）
  - 森川智之と檜山修之のおまえらのためだろ！鰈-KAREI-（第52弾収録）
- 森川さんのはっぴーぼーらっきー vol.1〜20
- ライブ パステルコレクション 2003
- ライブ パステルコレクション 2004
- ライブ パステルコレクション 2005
- ライブ パステルコレクション 2006
- Rejet Fes.2014

#### 付録・映像特典等
- 少年陰陽師 風音編 第2編<豪華版>
  - 映像特典1 “孫”感謝祭〜風雅に響く詩を聴け〜陰陽師チームVS十二紙将チーム クイズ対決！
  - 映像特典2 “孫”感謝祭〜風雅に響く詩を聴け〜ライブコーナーダイジェスト
- 中間管理録トネガワ 上巻 BOX
  - 特典映像:TVアニメ「中間管理録トネガワ」公式イベント『帝愛ファイナンス債務者集会 in 汐留』
- TVアニメ『神々の悪戯』
  - 1巻映像特典「教えてトト様!〜1時限目・音楽〜月人と尊もいっしょ♪」
  - アニメイト限定版1巻映像特典「トト様と休み時間!そのいち!」
  - 2巻映像特典「教えてトト様!〜2時限目・体育〜月人と尊もいっしょ♪」
  - アニメイト限定版2巻映像特典「トト様と休み時間!そのに!」
  - 3巻映像特典「教えてトト様!〜3時限目・社会〜バルドルとロキもいっしょ♪」
  - アニメイト限定版3巻映像特典「トト様と休み時間！そのさん!」
  - 4巻映像特典「教えてトト様!〜4時限目・レクリエーション〜バルドルとロキもいっしょ♪」
  - アニメイト限定版4巻映像特典「トト様と休み時間!そのよん!」
- 『BANANA FISH 』DVD BOX 3 完全生産限定版特典 BANANA FISH Premium Party ダイジェスト映像を収録。
- OVA「アンジェリーク白い翼のメモワール」
  - メイキングのキャストメッセージ。
  - 下巻のキャスト座談会。
- OVA「アンジェリーク聖地より愛をこめて」
  - メイキングの居酒屋内での座談会（コーナー内の司会を務めた。他の出演者：堀内賢雄 / 立木文彦 / 結城比呂 / 私市淳）
  - 上巻のキャスト座談会。
- OVA「アンジェリークTwinコレクションvol.3-ゼフェル＆エルンスト-」
  - 映像特典：対談トーク（ゼフェル役・岩田光央と共に）
- OVA「アンジェリーク」
  - メイキングでの2HEARTSとしてメッセージ。

劇中のEDテーマ担当。
- OVA「冬の蝉」DVD付き主題歌CD。

三木眞一郎/森久保祥太郎/の3名と対談トーク。

### ラジオ
※はインターネット配信。
- 林原めぐみのHeartful Station（ラジオ関西）
- 林原めぐみのTokyo Boogie Night（TBSラジオ）
- ファンタジーワールド金曜1部 エアーズカプセル 黒髪のキャプチュード（1996年、TBSラジオ）
- 魔法ファンシー COCO（1996年、ラジオ日本・KBS京都）
- 聞くのはただだぞ&捕物深夜（1996年、AM神戸）
- VOICE CREW（1998年 - 1999年、NACK5）
- ラジオパステルコレクション（2001年 - 2007年、TBSラジオ・AM神戸）
- セイント・ビースト ケダモノたちのHEAVEN'S PARTY（2003年 - 2010年、アニメイトTV※）
- Cyber Boys City（2006年 - 2008年、サイバーフェイズ※）
- Ai Death Gun デスガンラジオ（2006年 - 2008年、ラジオ大阪・ランティスウェブラジオ※）
- ネオロマンス♥ライヴ HOT! 10 Count down Radio」内「2HEARTSの "ガチで行け!!"」枠パーソナリティ（2006年 - 2007年、ランティスウェブラジオ※）
- BLEACH “B” STATION（2007年、ラジオ大阪・文化放送、マンスリーパーソナリティ）
- みんな友達! 戦国バサラジオ（2007年 - 2008年、アニメイトTV※）
- webラジオ「森川智之のレディオベル」[549]（2007年 - 、エンタメシンクタンク※）
- ラジオ キャシャーンSins〜古谷徹VS森川智之〜（2009年、音泉※）
- Webラジオ TVアニメ「戦国BASARA弐」【金剛】（2010年、アニメイトTV※）
- NARUTO Radio 疾風迅雷（2010年、文化放送、マンスリーパーソナリティ）
- Webラジオ 劇場版「戦国BASARA」 -The Last Party-（2011年、アニメイトTV※）
- 柿原徹也・森川智之の BRAVE10 on the radio（2011年 - 2012年、超!A&G+※）
- アクセル★ワンだぁ!!（2012年 -2013年、アニメイトTV※）
- マギラジ 〜キャラバン〜（2012年、アニメイトTV※）
- しろくまカフェのお出かけラジオ（2012年、アニメイトTV※）
- ニンジャスレイヤー フロムラジオステイシヨン（2015年、ニコニコ生放送※・音泉※）[550]
- 帝王森川とボイトレ男子（2016年 - 2017年、ラジオ大阪）

### ラジオドラマ
- 三菱ドライビングポップス 〜中嶋朋子 素顔のままで〜 ※男性キャラの声を担当
- TBSラジオ エブ★ラジ 夜の連続スマホ小説「悪魔のコーヒー、天使の角砂糖」（吉川蒼真[551]）
- O*G*A 鬼ごっこロワイアル（鬼城大地）
- タワー・オブ・テラー ラジオストーリー（マンフレッド・ストラング）
- ときめきメモリアル Girl's Station 「遊くん奮闘記」（若王子貴文）
- ファイナルファンタジータクティクスアドバンス（憤怒の霊帝アドラメレク）
- 魔神英雄伝ワタル3 虎王物語（火鷹）
- 魔神英雄伝ワタル外伝 ピュアピュアヒミコ（アラン）
- 「二哈と彼の白猫師尊」日本語版（2025年、ナレーション[552]）

### デジタルコミック
- VOMIC 嘘喰い（斑目貘）
- VOMIC スイート☆ミッション（森下夏）
- VOMIC NARUTO -ナルト- 劇場版公開記念バージョン（波風ミナト）
- ＆GENTE（アンジェンテ） その好きほんと。（2024年、長谷大輝[553]）
- FOD ほろ苦と溺あま（2024年、柊雅[554]）

### CD

#### ゲーム派生ドラマCD
＊BL作品はBLCDを参照。

### カセットブック
- アルスラーン戦記【第2部】1 仮面兵団（シャガード）
- アニメイトカセットコレクション 機動戦艦ナデシコ 2 ナデシコ・ばらえてい(仮題)（月臣元一朗）

### 施設アナウンス等
- ゆりかもめ東京臨海新交通臨海線 台場駅（駅構内案内ナレーション[5]）
- 池袋サンシャインプラネタリウム満天「Birth of GAIA 地球誕生ものがたり」（2006年9月13日 - 2007年3月11日、ナビゲーター[574]）
- 東京国立博物館「対決 巨匠たちの日本美術」（2008年7月8日 - 8月17日[575]、音声ガイド〈芦雪〉[576]）
- コニカミノルタプラネタリウム満天 ヒーリング番組「スターフォレスト〜星明りの森〜」（2010年7月19日 - 11月28日、ナレーション[577]）
- 横浜DeNAベイスターズスタメン発表（2014年9月6日[578]）
- 国立科学博物館・特別展「生命大躍進」（2015年、展示ナレーション[579]）
- 宮城県白石市市民バスきゃっするくん（2015年8月、車内アナウンス[580] ）
- 富士川楽座プラネタリウム「星座物語winter's selection」（2015年12月12日 - 2016年3月6日、ナビゲーター[581]）
- ブリューゲル「バベルの塔」展（2017年4月18日 - 10月15日、音声ガイド[582]）
- ソードアート・オンライン -エクスクロニクル- in KYOTO ラースエリア音声ガイド（菊岡誠二郎）[要出典]
- ライデン国立古代博物館所蔵 古代エジプト展（2021年4月16日 - 6月27日、音声ガイド[583]）
- DinoScience 恐竜科学博（2021年7月17日 - 9月12日、音声ガイド[584]）
- ルーヴル美術館展 愛を描く（音声ガイド）
- R18 オトナ♡プラネタリウム -古代ギリシャの恋愛博物館（2020年10月1日[要出典] - ）
- R18オトナ♡プラネタリウム 2回戦 -古代ギリシャのハレンチナイト-（2023年10月26日 - ）
- 特別展「はにわ」（音声ガイド）
- 大カプコン展 ―世界を魅了するゲームクリエイション（音声ガイド）

### ナレーション・CM
- ディスカバリーチャンネル2009/11/7より3週連続番組ナレーション
  - 「イエス・キリストは誰なのか? 幼少期」
  - 「イエス・キリストは誰なのか? 伝道の日々」
  - 「イエス・キリストは誰なのか? 最期の時」
- クローンウォーズまるわかりムービー（ナレーション）（2011/3/25 - 4/9）
- NHK BSプレミアム「世界で一番美しい瞬間」（案内人）（2015/2/12、2015/4/4、2015/4/8 - ）
- はんそくモンチッチーズ（ごうちっち。モンチッチのPR動画）YouTube：2015/3/23 - ※全6回
- おぎやはぎの愛車遍歴 NO CAR, NO LIFE!（ナレーション 第226回 - ）
- ゴースト・ストーリーズ 英国幽霊奇談 予告編（2018年、ナレーション[585]）
- 鳥海浩輔・前野智昭の大人のトリセツ（第5回 ‐ 第10回ナレーション[586]）
- 国立天文台プロモーションビデオ（2019年5月、ナレーション[587]）
- UFO：欧州未解決事件簿（2019年7月、ナレーション[588]）
- サントリー クラフトボス WebCM「クレヨンしんちゃん×クラフトボス『すべての父ちゃんたちへ』」（2020年6月、ナレーション[589]）
- 僕ら的には理想の落語（2021年1月 - 3月、ナレーション[590]）
- はたらけ！ おじさんの森 第1巻PV（2021年7月、ナレーション[591][592]）
- Disney+『挑戦編』（2021年7月、ナレーション）
- ダイアンドライシャンプー（2021年、ナレーション[593]）
- the WONDERFUL PRESENT！（ディズニー公式YouTubeチャンネルWEB動画ナレーション）
- ツイスターズ 本予告（2024年、ナレーション[594]）
- 結束、その先へ ～侍たちの苦悩と希望～（2025年2月21日ｰ3週間限定公開、ナレーション）
- あなたのワードローブ見せてください 世界民族衣装紀行（2025年4月19日、羊先生）
- 藤本壮介の建築：原初・未来・森（森美術館：2025年7月2日-11月9日、音声ガイド）
- 原菜乃華＆マイカピュの不思議なティーパーティー！（2025年8月7日、ナレーション）

### 舞台
- 朗読劇「モレンジャーV」（2016年） - 若林正夫 役
- ミュージカル「マギ」 -迷宮組曲-（2022年） - ウーゴくんの声

### 玩具
- 獣電戦隊キョウリュウジャー ギガガブリボルバー -MEMORIAL EDITION- 10大獣電池セット（2025年6月23日）

### その他コンテンツ
- ニンジャスレイヤー目覚ましアプリ（2016年、アプリ）ニンジャスレイヤー / フジキド・ケンジ[595]
- はたらけ! おじさんの森　朗読動画（2021年）一人語り（朗読）[596][592]
- Clock over ORQUESTA（2021年 - 、桜小路二香（青年）[597]）
- 深淵の執行人が見せる、二人だけの時間【耳かき・添い寝】癒しの耳かき執行人-御門院晴一郎- ASMR（2021年、御門院晴一郎[598]）
- はま寿司（タッチパネルの声、期間限定、2025年6月26日 - ）-「タッチパネルの左下（店員呼出 その他）をタッチ→声優変更をタッチ→森川智之をタッチで使用。」

## ディスコグラフィ

### アルバム
|     | 発売日        | タイトル       | 規格品番   |
| --- | ------------- | -------------- | ---------- |
| 1st | 1994年11月2日 | HEAVEN'S DOOR  | VPCG-84233 |
| 2nd | 1997年3月1日  | GARDEN OF EDEN | VPCG-84628 |
| 3rd | 2003年1月16日 | JOLLY ROGER    | AKCJ-80025 |

- - LIVE VIDEO/ADAM（廃盤）
  - LIVE VIDEO/JOLLY ROGER LIVE 2003
  - LIVE VIDEO/森川智之ディナーショー冬の陽の暖かさに包まれて in 赤坂プリンスホテル
  - LIVE VIDEO/森川智之ディナーショー冬の陽の暖かさに包まれて in 品川プリンスホテル
- BLACK VELVET

### キャラクターソング
| 発売日   | 商品名                                                              | 歌 | 楽曲                               | 備考                                                      |
| 2017年   | 2017年                                                              | 2017年 | 2017年                             | 2017年                                                    |
| -------- | ------------------------------------------------------------------- | --- | ---------------------------------- | --------------------------------------------------------- |
| 4月12日  | ☆2nd SHOW TIME 2☆ アンシエント&team柊                               | アンシエント | 「我ら、綾薙学園華桜会」           | テレビアニメ『スタミュ』第2期挿入歌                       |
| 5月3日   | ☆2nd SHOW TIME 5☆ 星谷×月皇×魚住&アンシエント                       | 星谷悠太（花江夏樹）、月皇海斗（ランズベリー・アーサー）、魚住朝喜（森川智之）                                                                             | 「straightforward」                | テレビアニメ『スタミュ』第2期挿入歌                       |
| 5月3日   | ☆2nd SHOW TIME 5☆ 星谷×月皇×魚住&アンシエント                       | アンシエント | 「SUPER×SPACER」                   | テレビアニメ『スタミュ』関連曲                            |
| 6月21日  | ☆2nd SHOW TIME 12☆ team鳳&team柊&揚羽×蜂矢×北原×南條&オールキャスト | オールキャスト | 「Gift 〜カーテンコール〜」        | テレビアニメ『スタミュ』第2期挿入歌                       |
| 10月25日 | ONE PIECE Island Song Collection 空島「神という名のもとに」         | エネル（森川智之） | 「神という名のもとに」             | テレビアニメ『ONE PIECE』関連曲                           |
| 11月1日  | 天華絶景/月牙ノ刻                                                   | 織田信長（森川智之）、豊臣秀吉（花江夏樹）、武田信玄（小西克幸）、上杉謙信（鳥海浩輔）、真田幸村（山下大輝）、伊達政宗（梅原裕一郎）                       | 「天華絶景」                       | テレビアニメ『戦刻ナイトブラッド』オープニングテーマ      |
| 11月1日  | 天華絶景/月牙ノ刻                                                   | 織田信長（森川智之）、豊臣秀吉（花江夏樹）、武田信玄（小西克幸）、上杉謙信（鳥海浩輔）、真田幸村（山下大輝）、伊達政宗（梅原裕一郎）                       | 「月牙ノ刻」                       | ゲーム『戦刻ナイトブラッド』オープニングテーマ            |
| 12月6日  | クロソマレ                                                          | 織田信長（森川智之） | 「クロソマレ」                     | テレビアニメ『戦刻ナイトブラッド』エンディングテーマ      |
| 12月6日  | クロソマレ                                                          | 織田信長（森川智之） | 「天華絶景」                       | テレビアニメ『戦刻ナイトブラッド』関連曲                  |
| 2018年   |                                                                     | |                                    |                                                           |
| 8月22日  | スリピス                                                            | オリヴィア（長江里加）、オリヴィアの兄（森川智之） | 「とおいとおい宇宙のアニーモ」     | テレビアニメ『あそびあそばせ』関連曲                      |
| 8月24日  | BAKA-BONSOIR!                                                       | B.P.O -Bakabon-no Papa Organization- | 「BAKA-BONSOIR!」                  | テレビアニメ『深夜！天才バカボン』オープニングテーマ      |
| 8月24日  | BAKA-BONSOIR!                                                       | B.P.O -Bakabon-no Papa Organization- | 「BAKA-BONSOIR! Nano Order Remix」 | テレビアニメ『深夜！天才バカボン』関連曲                  |
| 9月19日  | 弾奏アブソリュート                                                  | 織田信長（森川智之）、豊臣秀吉（花江夏樹）、上杉謙信（鳥海浩輔）、武田信玄（小西克幸）、真田幸村（山下大輝）、伊達政宗（梅原裕一郎）、毛利元就（子安武人） | 「弾奏アブソリュート」             | ゲーム『戦刻ナイトブラッド』関連曲                        |
| 2019年   |                                                                     | |                                    |                                                           |
| 7月3日   | セカイ系バラエティ 僕声シーズン2 サウンドトラック                   | BOKUKOE（森川智之） | 「この声でまたセカイが守れるなら」 | バラエティ番組『セカイ系バラエティ 僕声 シーズン2』主題歌 |
| 2020年   |                                                                     | |                                    |                                                           |
| 11月4日  | HELIOS Rising Heroes エンディングテーマ Vol.2                       | イーストセクター | 「Extreme game」                   | ゲーム『エリオスライジングヒーローズ』エンディングテーマ  |
| 2021年   |                                                                     | |                                    |                                                           |
| 3月26日  | CLOQUESTA                                                           | 桜小路二香（森川智之） | 「SECONDS」                        | 『Clock over ORQUESTA』関連曲                             |
| 10月13日 | Clock over ORQUESTA First season BATTLE Vol.03 桜小路二香           | 桜小路二香（森川智之、皆川純子） | 「King of Hearts」                 | 『Clock over ORQUESTA』関連曲                             |
| 2022年   |                                                                     | |                                    |                                                           |
| 2月9日   | Pray for the sky 〜GRANBLUE FANTASY〜                               | セルエル（森川智之）、ノイシュ（井上剛） | 「Pray for the sky」               | ゲーム『グランブルーファンタジー』関連曲                  |
| 2月9日   | Pray for the sky 〜GRANBLUE FANTASY〜                               | セルエル（森川智之） | 「Pray for the sky」               | ゲーム『グランブルーファンタジー』関連曲                  |
| 11月23日 | 永久少年 Eternal Boys ステージ1                                     | 永久少年 | 「Eternal」                        | テレビアニメ『永久少年 Eternal Boys』挿入歌               |
| 2023年   |                                                                     | |                                    |                                                           |
| 1月25日  | 永久少年 Eternal Boys ステージ2                                     | 永久少年 | 「My Way」                         | テレビアニメ『永久少年 Eternal Boys』オープニングテーマ   |
| 3月23日  | 永久少年 Eternal Boys ステージ3                                     | 永久少年 | 「Again」                          | テレビアニメ『永久少年 Eternal Boys』挿入歌               |
| 6月9日   | Red line                                                            | 永久少年 | 「Red line」                       | 劇場アニメ『永久少年 Eternal Boys NEXT STAGE』主題歌      |

- アンジェリーク Sunflower〜from Twinコレクション（Vo.エルンスト）
  - H[↓]2O
- アンジェリーク〜Dear My Angel〜
  - 忘却のオマージュ（Vo.エルンスト）
- 犬夜叉キャラクターソングシングル（Vo.奈落）
  - 落日
- 今日からマ王! キャラクターソングシリーズ vol.2 ウェラー卿コンラート
  - 「eternal ring」（Vo.ウェラー卿コンラート）
  - 「Love Me Tender」（Vo.ウェラー卿コンラート）
  - 「天翔る剣」（Vo.ウェラー卿コンラート&フォンビーレフェルト卿ヴォルフラム（斎賀みつき））
- 今日からマ王! キャラクターソングアルバム みんなのうた（Vo.ウェラー卿コンラート）
- キン肉マンII世シリーズ（テリー・ザ・キッド）「STARS AND STRIPES」
- キン肉マンII世 キャラクターソングコレクション 新世代正義超人の歌 ※2002年
- キン肉マンII世 マッスルベスト ※2002年
- キン肉マンII世 The Perfect Collection ※2008年
- 彩雲国物語 Song of Memory（Vo.楸瑛）
  - 風よ
  - Voice of 静蘭
- 少年陰陽師 キャラクターソング 花鳥風月〜白夜〜（Vo.青龍）
  - 朔の夜
- DIABOLIK LOVERS DARK FATE「Guilty×Guilty!!!」（Vo.月浪カルラ、月浪シン（森久保祥太郎））
  - S.O.S-AtoΩ-
- DIABOLIK LOVERS Bloody Songs -SUPER BEST II- 月浪家ver（Vo.月浪カルラ、月浪シン（森久保祥太郎））
  - 血戦のDies irae
- DIABOLIK LOVERS VERSUS SONG Requiem（2）Bloody Night Vol.III カルラVSシン
  - Operation X（Vo.月浪カルラ、月浪シン（森久保祥太郎））
  - Operation X -カルラ Ver-（Vo.月浪カルラ）
- デッドマン・ワンダーランド キャラクターソング（Vo.東弦角）
  - 浄夜
  - ニルヴァーナ
- BLEACH BEAT COLLECTION 3rd SESSION:04（Vo.東仙要）
  - 晩秋の音
  - 星
- ときめきメモリアル Girl's Side 2nd Kiss ドラマ&イメージソングアルバム Vol.3（Vo.若王子貴文）
  - Polaris 〜この空にひとつだけ
- 「天下を躍る」真田幸村（森川智之）&海野六郎（神谷浩史）
- ブリコン 〜BLEACH CONCEPT COVERS〜（Vo.東仙 要）
- 「サンキュー!!」（檜佐木修兵（小西克幸）&東仙 要）
- 1.5.8.-just one time-（ハチ）
- 「ONE'S DRIVE〜Go Ahead〜」（ココ（森久保祥太郎）&ハチ）
- しろくまカフェ第7弾エンディング・テーマ（Vo.パンダママ）
  - 気ままに パンダママ♡
  - しろくまカフェのテーマ 〜パンダママ〜
- PSP版 幕末Rock 主題歌「What's this?」（超魂團【坂本龍馬（谷山紀章）、高杉晋作（鈴木達央）、桂小五郎（森久保祥太郎）、土方歳三、沖田総司（小野賢章）】）
  - What's this?
- 幕末Rock 超絶頂★ソング（土方歳三）
  - モット！！
  - 群青を射す光
- 幕末Rock トライアングル★ロックンロール（坂本龍馬（谷山紀章）、高杉晋作（鈴木達央）、桂小五郎（森久保祥太郎）、土方歳三、沖田総司（小野賢章）
  - INTERSECT
- TV版 幕末Rock ED「絶頂DAYBREAK」（超魂團【坂本龍馬（谷山紀章）、高杉晋作（鈴木達央）、桂小五郎（森久保祥太郎）、土方歳三、沖田総司（小野賢章）】）
  - 絶頂DAYBREAK
  - 五色繚乱
- 幕末Rock 天歌（土方歳三、沖田総司（小野賢章））
  - 非常幻想 -オーバーミラージュ-
  - 黒曜蝶
- ゲーム「幕末Rock 超魂 ミニアルバム」（超魂團【坂本龍馬（谷山紀章）、高杉晋作（鈴木達央）、桂小五郎（森久保祥太郎）、土方歳三、沖田総司（小野賢章）】、徳川慶喜（斎賀みつき）、井伊直弼（安元洋貴）、マシュー・カルブレイス・ペリー・ジュニア（諏訪部順一）、J（Yuh））
  - WHITE
  - 不完全パズル
- 「ムダヅモ無き改革〜勝利の闘牌ジュンイチロー〜」（小泉ジュンイチロー）
- 「ONE PIECE」ニッポン横断！47クルーズCD－エネル－

### その他参加作品
| 発売日        | 商品名                                              | 歌                         | 楽曲                             | 備考 |
| ------------- | --------------------------------------------------- | -------------------------- | -------------------------------- | ---- |
| 1999年3月25日 | ルパン三世トリビュート・アルバム『You's Explosion』 | さかもとえいぞう、森川智之 | 「銭形マーチ」                   |      |
| 2006年2月22日 | 非公認! 聖飢魔IIカヴァーアルバム VOICE              | 森川智之                   | 「世界一のくちづけを」           |      |
| 2012年2月22日 | ディズニー・デート 声の王子様                       | 森川智之                   | 「いつか夢で（眠れる森の美女）」 |      |
| 2019年5月22日 | ネヴァーランド/Voice Actor×売野雅勇                 | 森川智之                   | 「ヨコハマ粋」                   |      |

- 練馬絶叫倶楽部『練馬絶叫倶楽部 壱』

## 著書
- 森川智之『声優 声の職人』岩波書店、2018年。ISBN 978-4-00-431714-2。